# Піца
Пі́ца (неап. pizza, трансліт. піцца, в свою чергу від італ. pizzicare, pizzare, трансліт. піццікаре, піццаре, дос. «загострювати, витинати», відтворене від італ. pizzo, трансліт. піццо, дос. «загострений шматок») — італійська національна страва, а саме, корж зазвичай круглої форми, який покривається томатною пастою та сиром і запікається. В залежності від рецепту додають також яловичину, салямі, морепродукти, овочі, гриби, зелень та інші. 
Піца поширилася всім світом і стала міжнародною стравою.
Спеціальні заклади, що спеціалізуються на приготуванні піци, називаються піцеріями. Кухар, що готує піцу, називається піцайоло (італ. pizzaiolo).

## Історія піци
Винахід піци приписують давньоримському полководцеві та гурманові Лукулу[джерело?]. Свою популярність Лукул здобув скоріше завдяки своїм бенкетам, аніж військовому ремеслу. Неаполітанці дотепер цінують страви, які колись прикрашали його бенкетний стіл. Однією із цих страв була піца а ля наполетана — золотаво-жовтого кольору, з кислого тіста, спечена на деревному вугіллі.
Греція врівень з Італією змагається за звання батьківщини піци. У Стародавній Греції почали запікати плоскі коржі з тіста разом з начинкою з овочів, м'яса, оливок, молочних продуктів, тощо. Ця грецька піца називалася plakuntos.
Одного разу в червні 1889 в Неаполі королева Маргарита Савойська проходжувалася зі своєю родиною по парку Каподімонте. Вона неодноразово чула про піцу й вирішила, зрештою, її скуштувати. Місцевий піцайоло був дуже улещений тим, що сама королева вирішила покуштувати саме його піцу, і спеціально для неї спік піцу за новим рецептом. Відтоді піца з помідорами, сиром моцарелою та листям базиліку називається піца Маргарита. До того ж, кольори цих продуктів: червоний, білий та зелений символізують прапор Італії.

## Приготування
Для виготовлення піци використовують дріжджове тісто. Всі продукти для піци ріжуться маленькими шматочками, подібними один до одного. Корж для піци виготовляють руками, без допомоги валка, через що тісто стає пухкішим. Випікають піцу в печах дровами з дерев місцевих порід: каштану, клену та ін. Печі мурують з туфу (місцевої вулканічної породи). Сучасні печі виготовляють зі спеціальних сортів кераміки. Температура в печі сягає 350 °C. У печі вогонь підтримують цілодобово, за винятком часу її ремонту.
Класичне тісто для італійської піци виготовляється із спеціального борошна твердих сортів пшениці, з високим вмістом білка, кількістю не менше 14-15%, в Італії відомої як тип «два нулі» (Farina Di Grano Tenero, tipo 00), натуральних дріжджів (закваски), солі, води та оливкової олії. Тісто замішується вручну і вирушає на двогодинний відпочинок, після чого його ділять на кульки і відправляють на тривалий відпочинок - близько 8 годин. З тістової кульки руками, (спочатку пальцями рук, а потім долонями) розгортається і розтягується, (розкривається), тістова основа круглої форми. Товщина класичного тіста піци близько 3-4 мм, діаметр тестової основи 31-32 сантиметри. Тісто покривається томатним соусом або його аналогами, наприклад, білим (вершковим) соусом. Після цього можливе додавання практично будь-яких начинок. Неодмінним атрибутом майже будь-якої піци є сир. Як правило, це моцарела, але також можуть бути й інші італійські сири: Пекоріно Романо, пармезан та інші. Класична піца випікається у спеціальній дров'яній печі, яка називається помпейською і має форму склепіння у вигляді півсфери. Також існують подові та конвеєрні печі для випікання піци. У дров'яних печах вогонь розлучається з одного зі сторін; жар від нього, піднімаючись нагору, потрапляє у фокус сфери і відбивається у центр печі на середину пода, нагріваючи його. Температура всередині печі може становити 370—400°C. У зв'язку з цим піца в такій печі готується всього близько 90 секунд, а в домашніх умовах - в попередньо розігрітій до 250-275°C духовці від 8 до 10 хвилин. Залежно від рецепту, піцу посипають різними приправами, наприклад, меленим орегано, чорним перцем і зеленим базиліком, злегка збризкують оливковою олією. Окрім того, зелений базилік, приправи, масло можна додавати і в томатний соус, що готується для піци.
Форма піци, традиційно, є круглою, проте існують піци овальні, квадратні, прямокутні, їх зручніше і вигідніше готувати на деку духовки такої ж форми. Так звана піца-кальцоне або закрита піца при приготуванні складається навпіл і має форму півкола, а зовні нагадує великий чебурек. 
Готову піцу розрізають спеціальним ножем. Існують порційні піци невеликого розміру – піццети, що не потребують розрізання.

## Тісто та начинка
Для приготування піци використовується дріжджове прісне тісто. Згідно з класичним рецептом, на 1,8 кілограма борошна потрібно один літр води. Кількість дріжджів залежить від того, скільки часу виділяється на те, щоб тісто підійшло, а також від температури та вологості повітря.
Типові складники начинки:
- Сир моцарела, рікота, пекоріно та ін.
- Гриби, яйця
- Салямі, шинка в'ялена та варена, сосиски, сирова́ свиняча ковбаса
- Тунець із консерви, філе кільки, морепродукти
- Артишоки, солодкий та гострий перець, баклажани, помідори, броколі фріарель, цибуля
- Часник, орігано, базилік, каперси

## Вживання піци

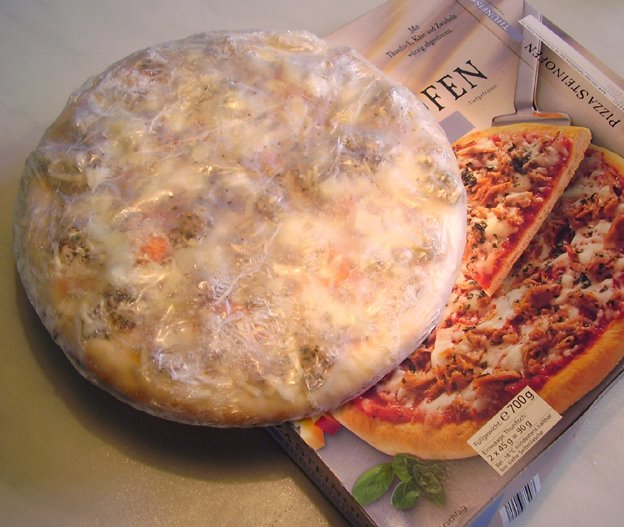
Заморожена піца, яку можна приготувати вдома

Традиційну класичну піцу перед вживанням розрізують спеціальним ножем на 4, 6, 8 і т. д. шматочків та їдять, тримаючи руками.

## Класичні види піци

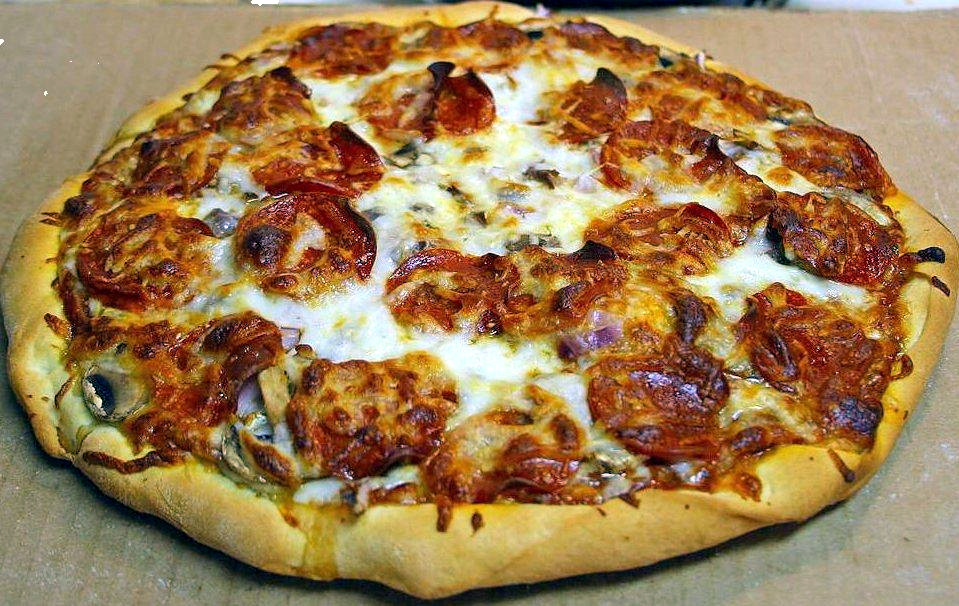
Піца пепероні (американський варіант)

- Піца Маргарита — для її приготування беруться певні компоненти: помідори Сан-Марцано, оливкова олія, сир моцарела, базилік, сіль.
- Піца Марінара — названа на честь рибалок, які традиційно їли її на сніданок, заправляється помідорами, часником, оливковою олією, орігано.

- Піца пеппероні — найпопулярніша піца в Америці. Свою назву одержала завдяки начинці з пікантної італійської ковбаси пепероні. Назва ковбаси походить від італійського найменування маленьких гострих перчиків (pepperoni), і в самій Італії піца пепероні подається саме з перчиками, а не з ковбасою.
- Піца ал тонно — з тунцем.
- Калабрезе - основний інгредієнт - італійська ковбаса калабрезе. Ще додають цибулю кільцями та цілі чорні оливки.
- Піца фунгі  — з грибами, найчастіше з печерицями.
- Кальцоне (Calzone) — «закрита» піца. При її виготовленні боки піци защипують у вигляді «вареника» або «конверта». Під хрусткою скоринкою така піца повністю зберігає аромат використаних продуктів. Типовою начинкою для неї є сир рікота та томатна паста.
- Біла піца (bianca) одержала свою назву завдяки тому, що до неї не додаються помідори.
- Піца 4 сири (Pizza ai quattro formaggi) одержала свою назву завдяки тому, що до неї входять 4 різних види сиру.

## Піца у світі
Піца — одна серед найпопулярніших страв у світі. Найвищий рівень споживання піци зафіксовано у США. За даними національної асоціації виробників піци США сукупний річний обіг 61 тисячі американських піцерій доходить до 30 мільярдів доларів, що становить приблизно загальний обсяг продажу піци у решті країн, разом узятих.
Багато народів розробили свої національні варіанти піци. В Індії до неї додають маринований імбир, фарш із баранини і соєвий сир. В Японії їдять піцу з вуграми й кальмарами, в Пакистані — з гострим карі. Мешканці Коста-Рики віддають перевагу піці з кокосами, а бразильці — піці із зеленим горошком.
До початку XIX століття існувала думка, що найсмачніша піца — солодка. Видатний кулінар Пеллегріно Артузі в своїх щоденниках описує лише цукрові варіації страви.

## Університет піци
У Неаполі працює спеціалізований Університет піци. Сотні студентів з усього світу приїздять сюди, аби потрапити на двомісячні курси мистецтва виготовлення піци з подальшим проходженням практики у славетних піцеріях міста. Тут вивчають історію цієї страви, борошняні суміші, технологію готування тіста й використання деревини в печах. Місцеві кулінари вважають, що два місяці — це вкрай мало для того, щоб стати першокласним майстром піци. Вони стверджують, що навчатися треба не менше десяти років, впродовж яких треба попрацювати й мийником посуду, і навчитися замішувати тісто, і опанувати мистецтво розпалювання печі.

## Піца у культурі
Піца як одна з міжнародних і всесвітньо відомих страв нерідко згадується в сучасній культурі. Так, піца — улюблена їжа Черепашок-ніндзя (героїв популярних коміксів, мультсеріалу), C.C з Code Geass, Блум з Вінкс та ін.
У популярному серіалі «Друзі» піца є одним з основних продуктів, що постійно присутні у кадрі, персонажі часто їдять її як вечерю або під час посиденьок:
- Джої Тріббіані (родом з Італії) дуже любить піцу: його улюблений вид піци — «Дві піци». А в серії «Де Росс не може фліртувати» (5х19) було замовлено 6 піц, причому доставниця думала, що це Джоуї так швидко їх з'їдав;
- Під час сварки Рейчел і Росса перша робить замовлення піци телефоном, Росс просить піцу без анчоусів, а Рейчел на зло йому замовляє подвійну порцію анчоусів і просить покришити в соус.

За весь час зйомок серіалу була з'їдена величезна кількість піци, адміністрація серіалу замовляла для тих, хто перебував у студії, піци двічі за вечір (85 піц на 300 осіб).
Також існує велика кількість фільмів, де зустрічаються сцени доставки піци, а серед другорядних і навіть головних героїв фігурують рознощики піци.

## Піца в Україні

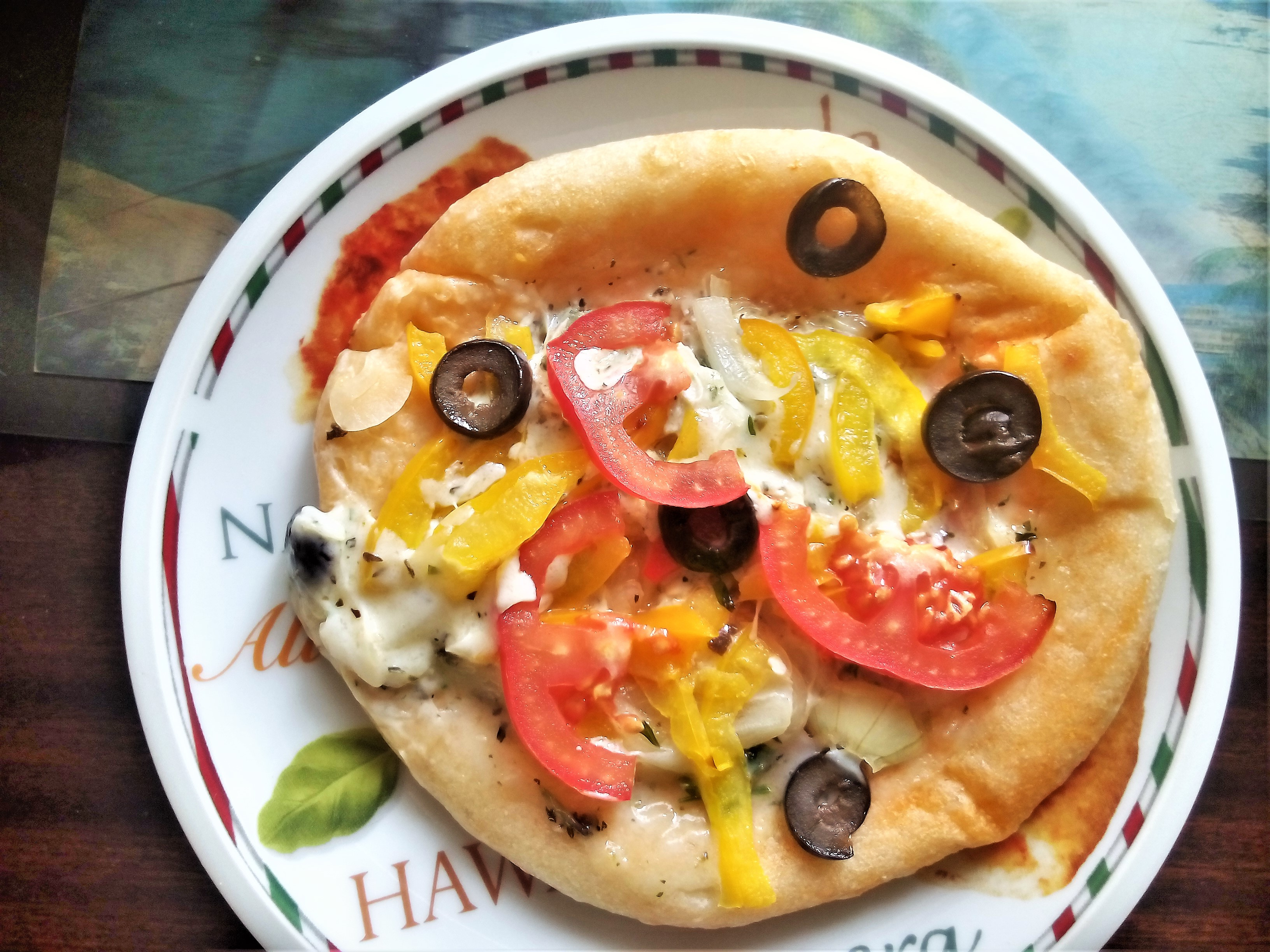
Мініпіца Базис овочева із моцарелою. Чернігів, 2018

В Україні піца значного поширення набула лише після отримання незалежності, а разом з тим вільний доступ і до закордонних продуктів і страв. У Чернігові перша піцерія (Піцерія "Базис") відкрилася у 1987 році. Станом на 2018 рік більшість міст і містечок України мають піцерії. Також значна частина українців пече піцу вдома. Найбільше піцерій у великих містах і на курортах.
Серед відомих мереж піцерій є як вітчизняні: «Піца Челентано» (понад 150 закладів на 2018), так і закордонні: «Domino's Pizza» (понад 30 піцерій на 2018).

## Галерея

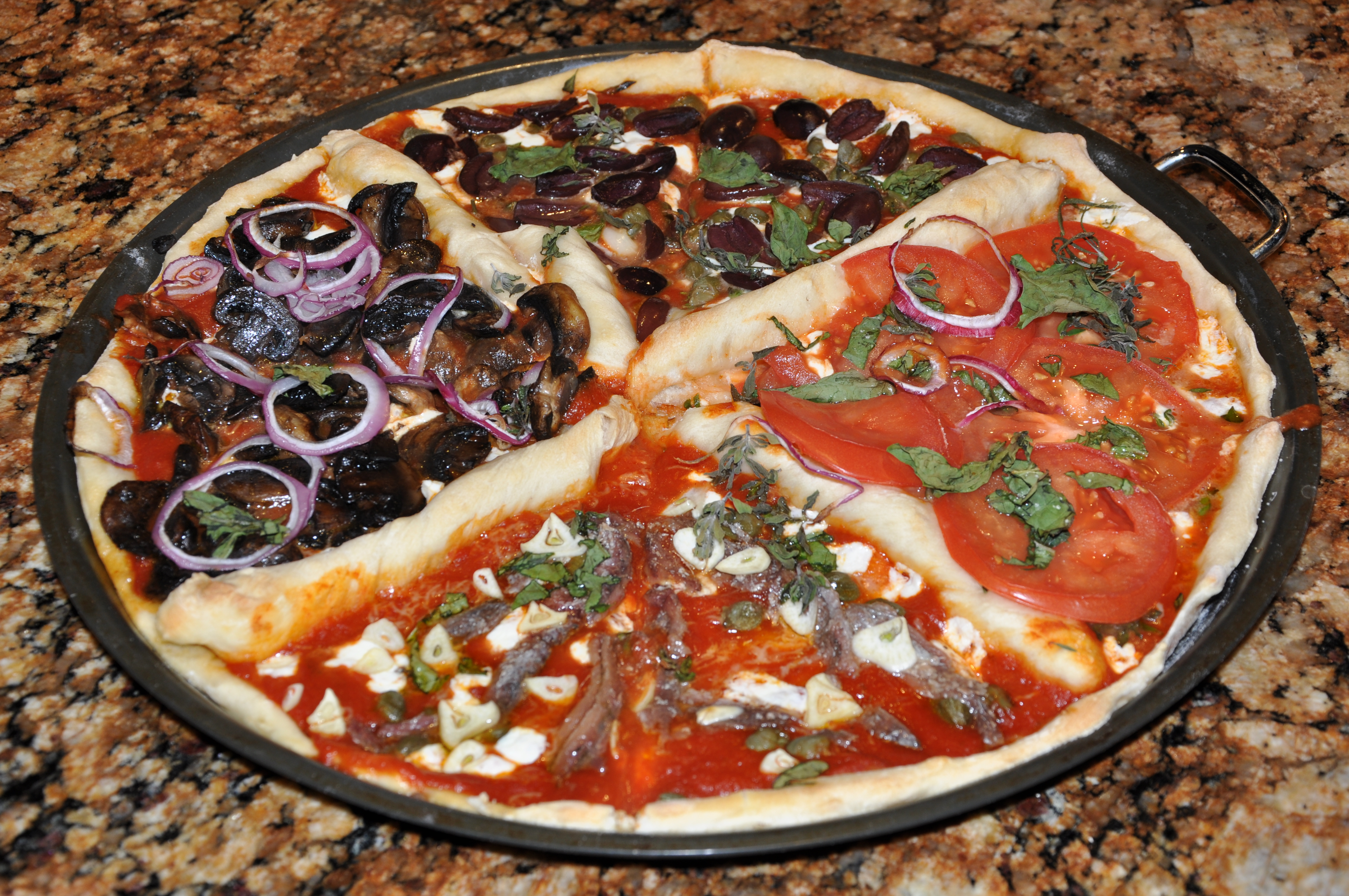
4 сезони
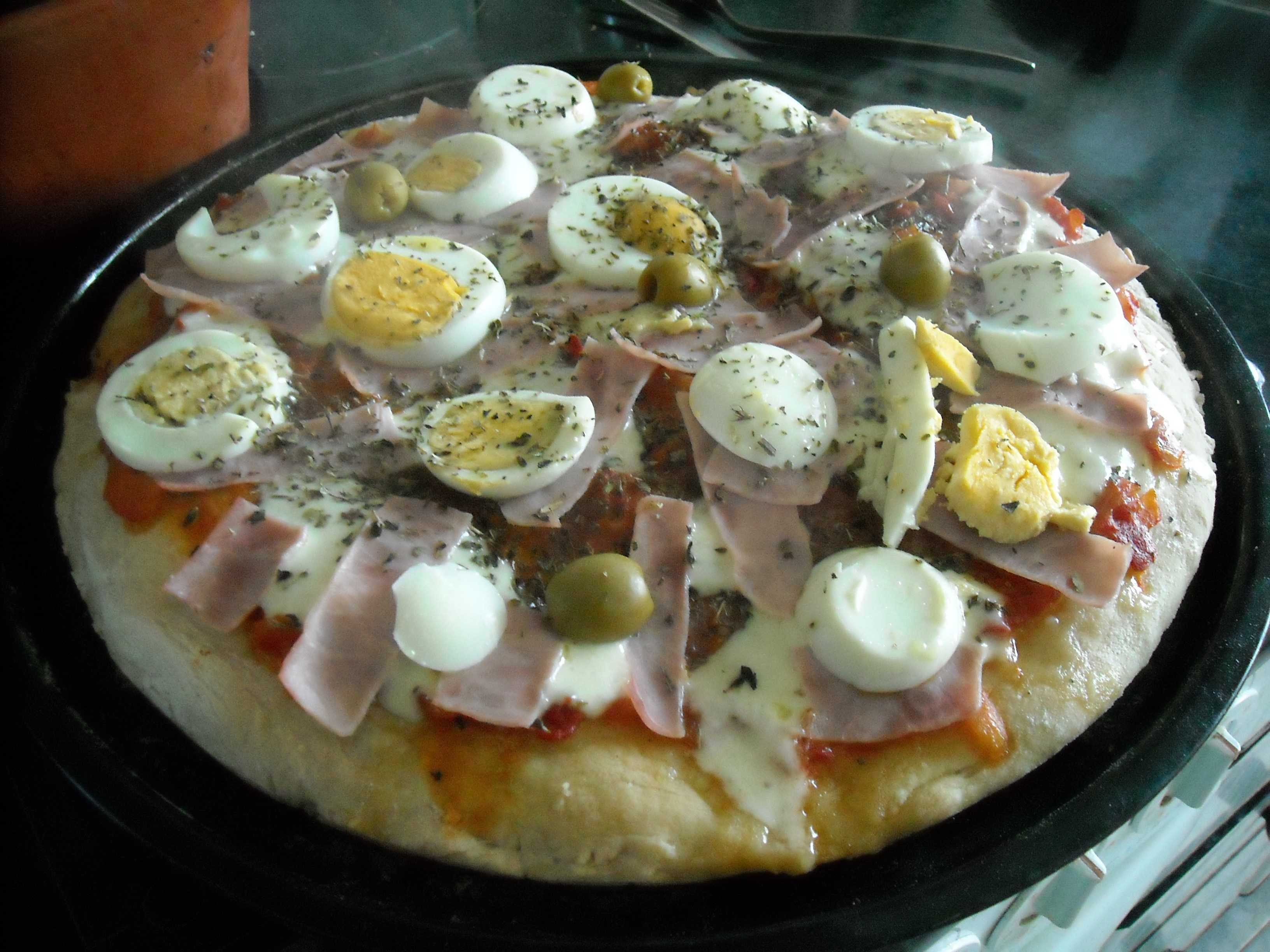
Піца з яйцями
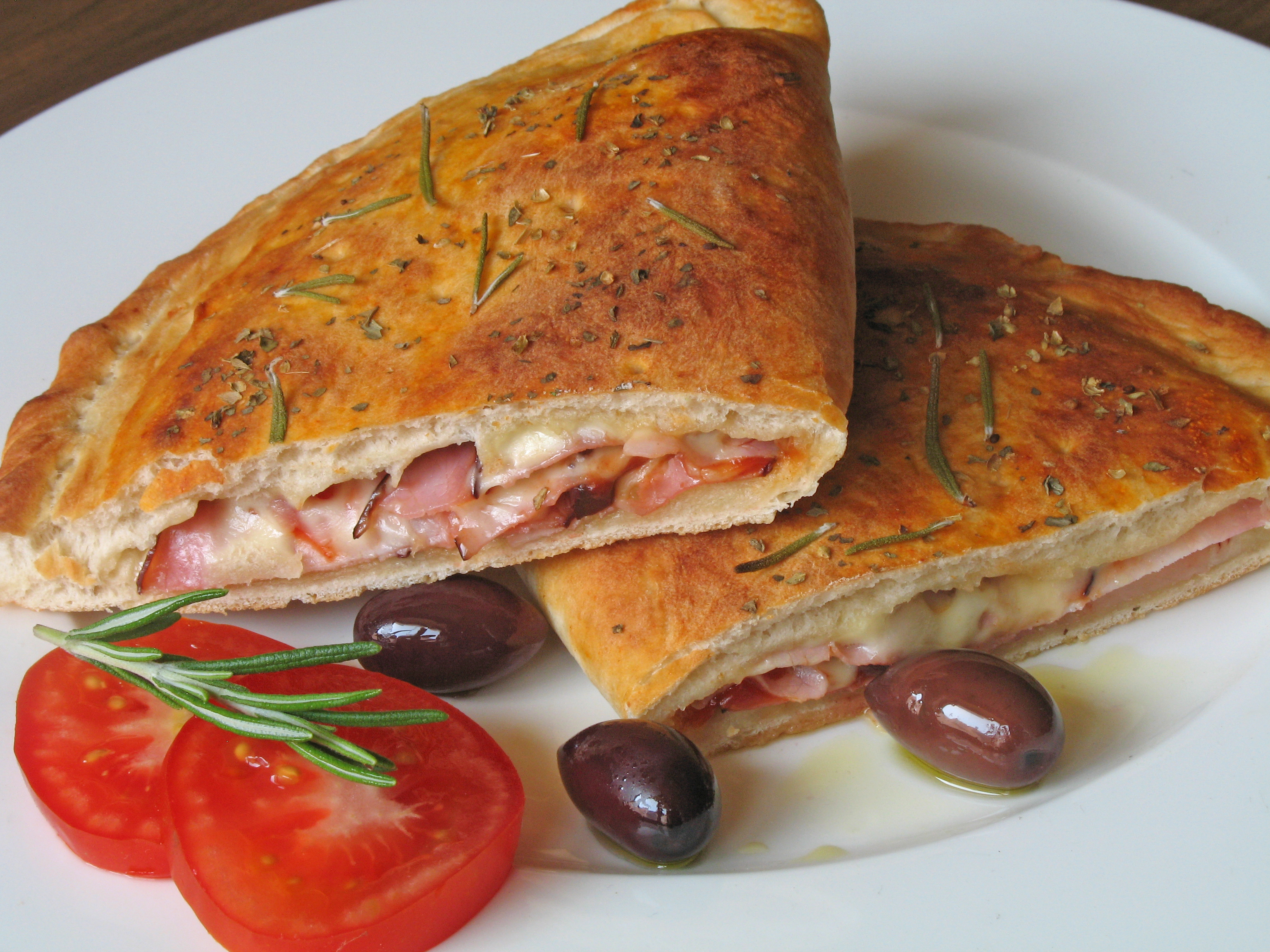
Кальцоне
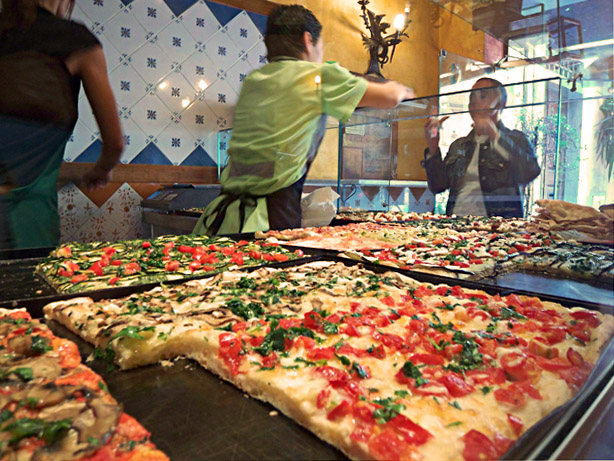
Піца в Римі (вулична їжа)
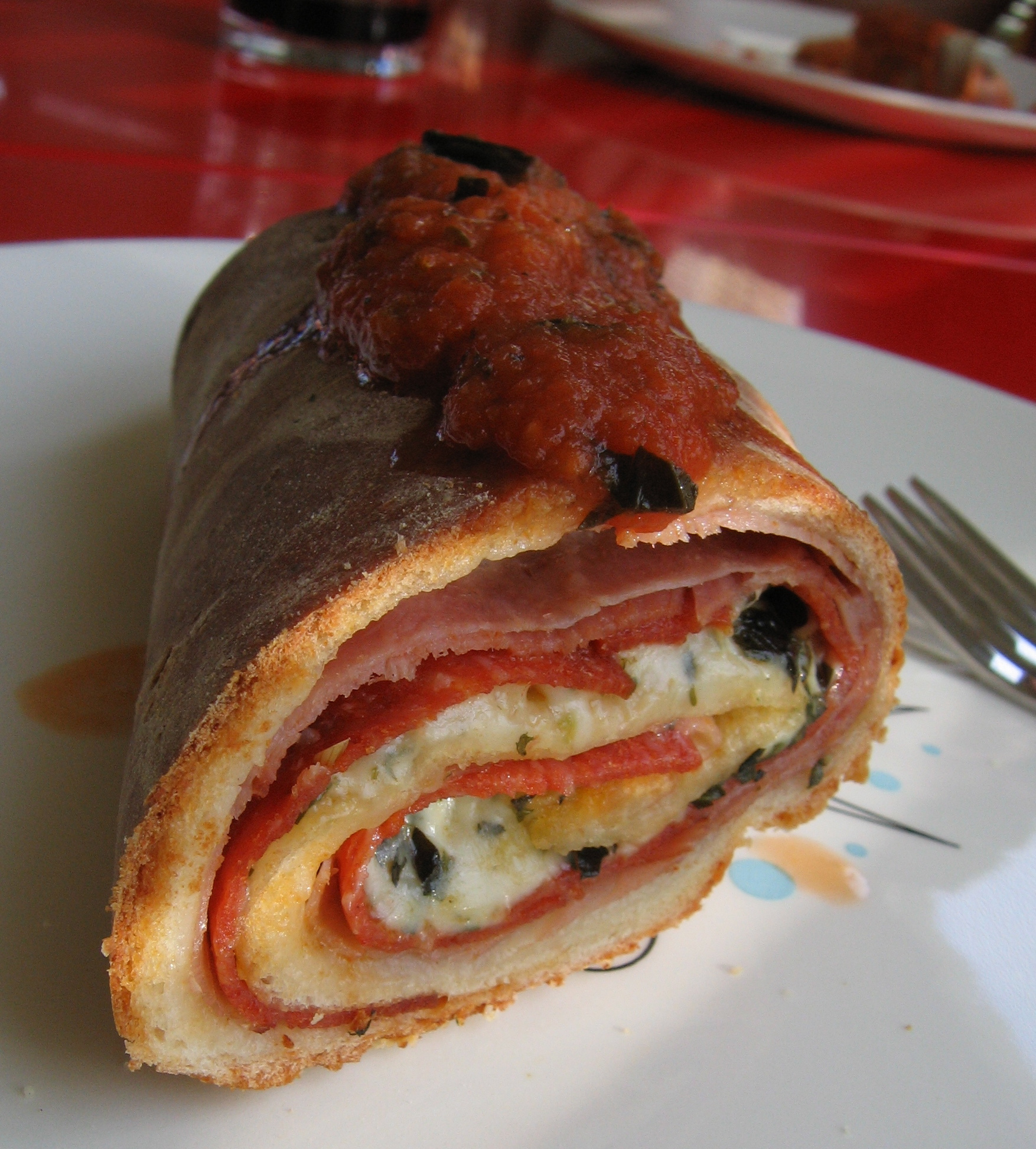
Stromboli (скручена)
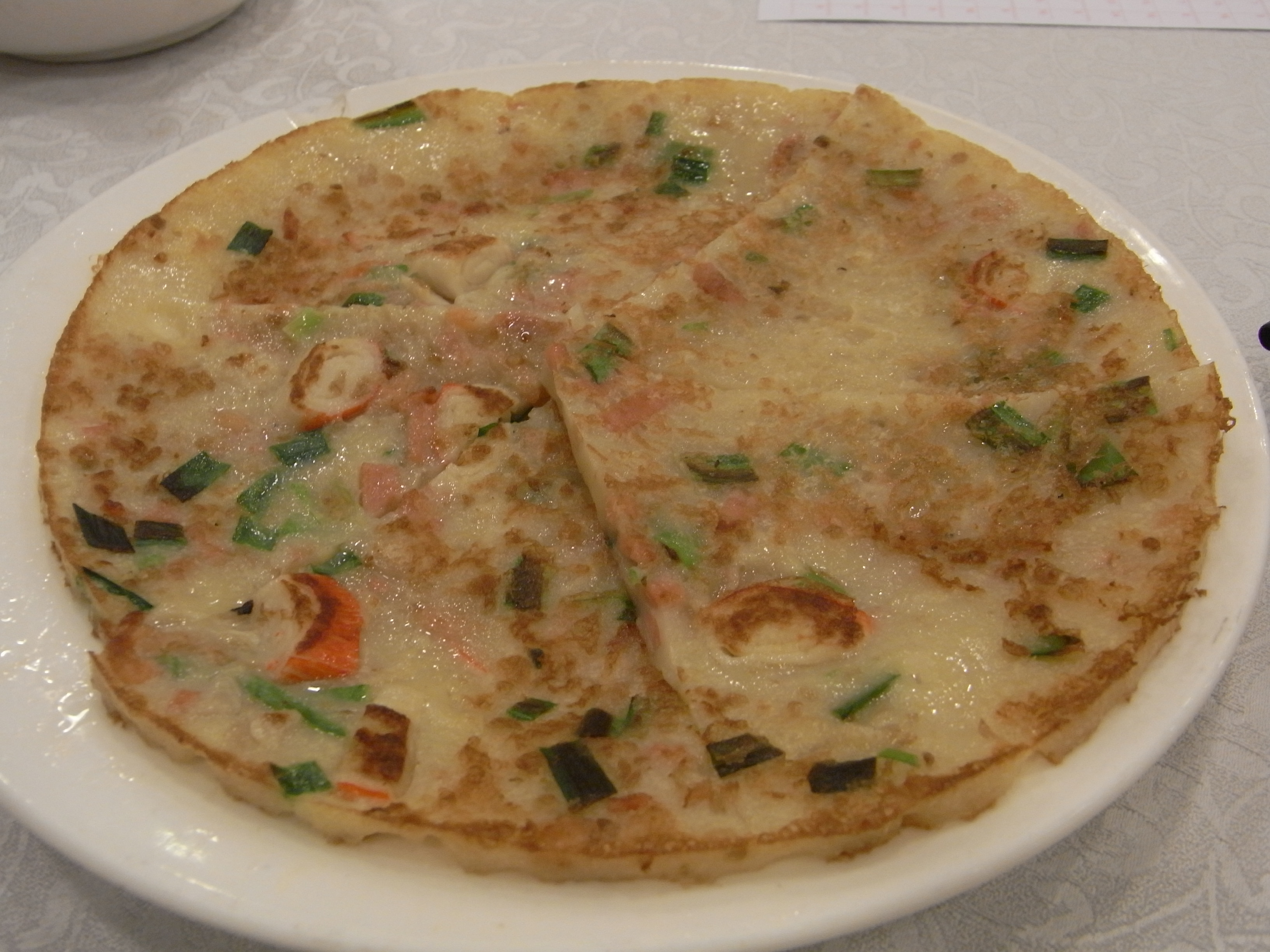
Китайська піца в Гонг-Конгу
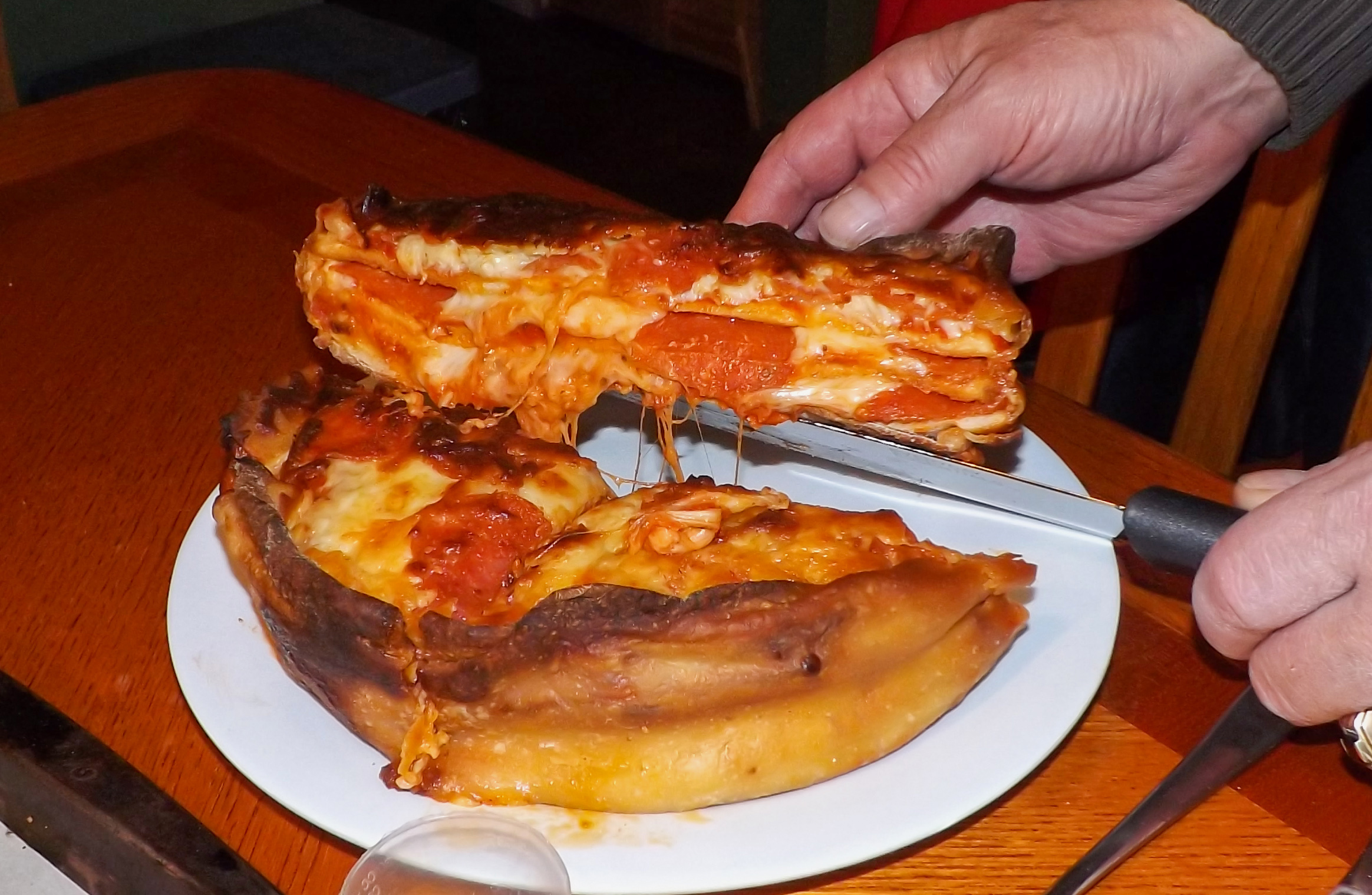
Піца-пиріг, Огайо
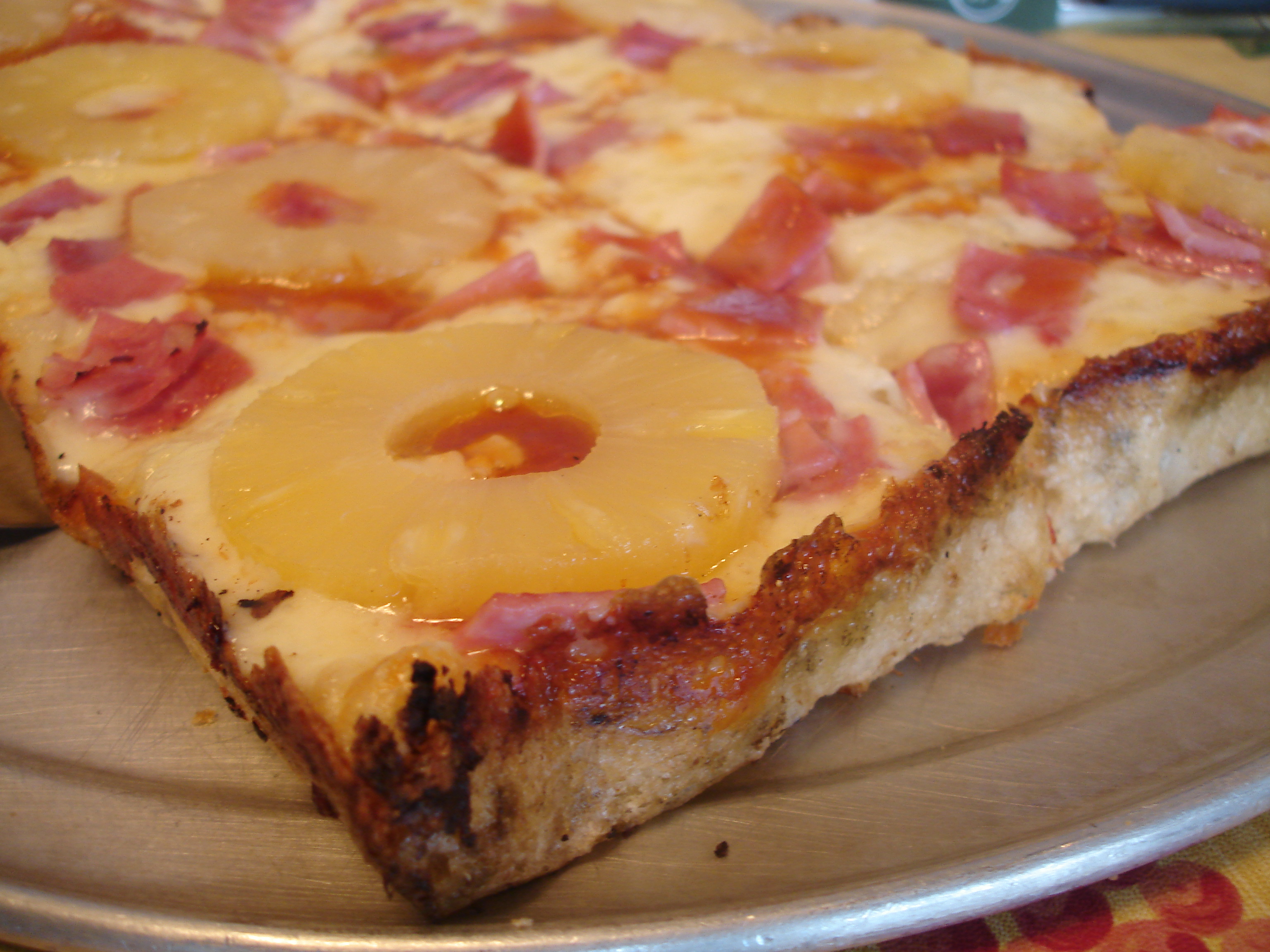
Гавайська піца з ананасами
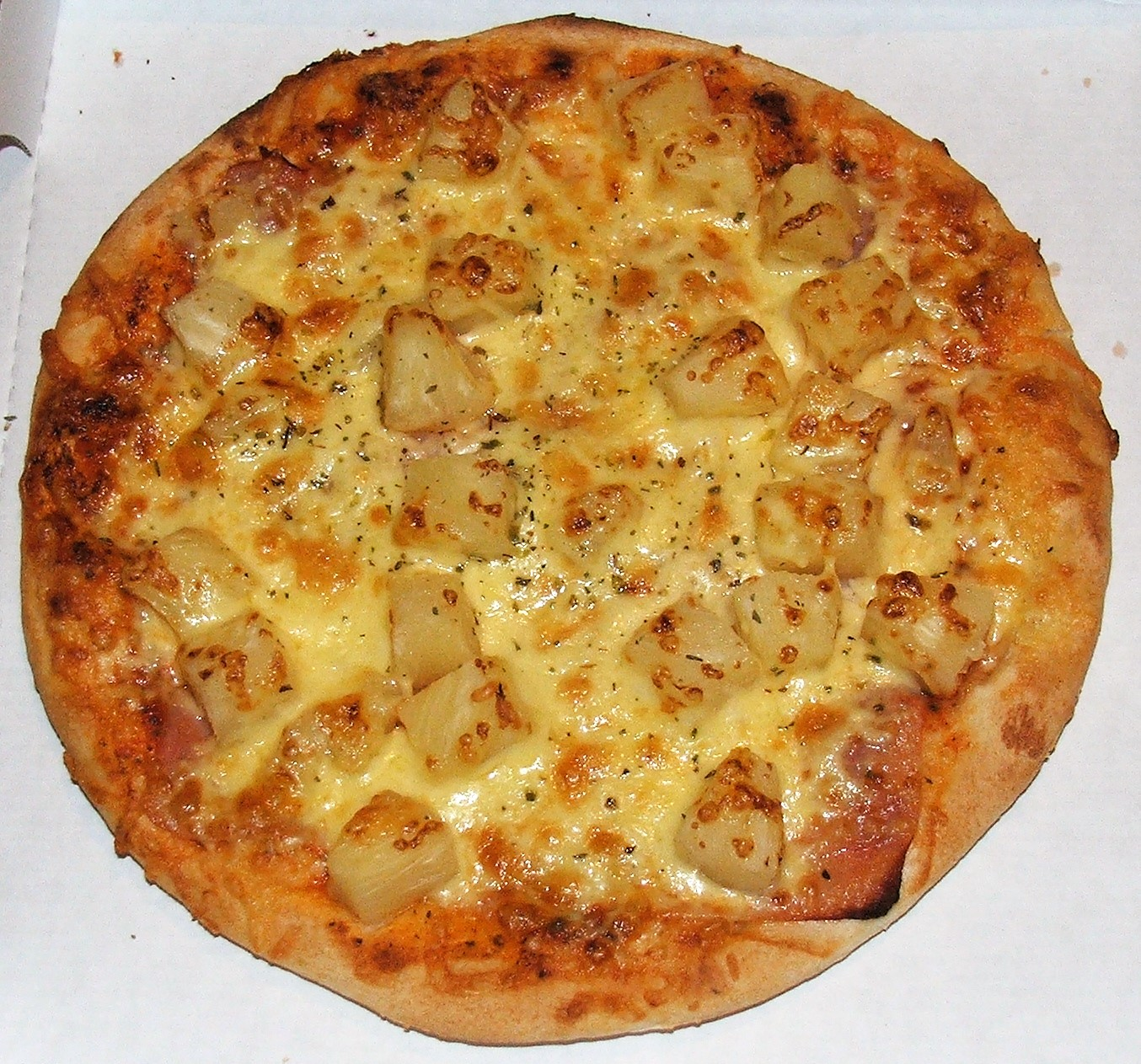
Гавайська піца з ананасами
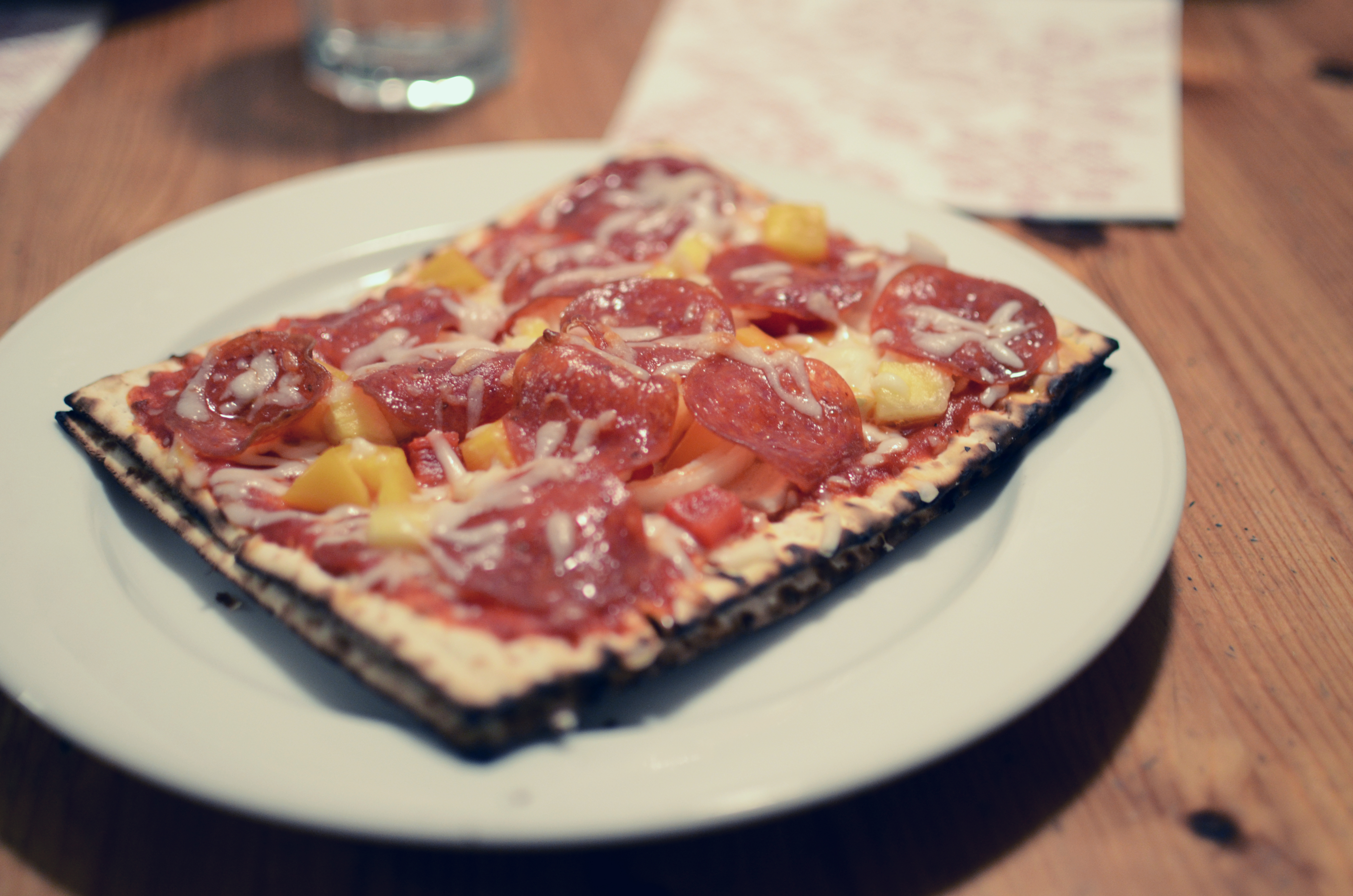
Маца-піца
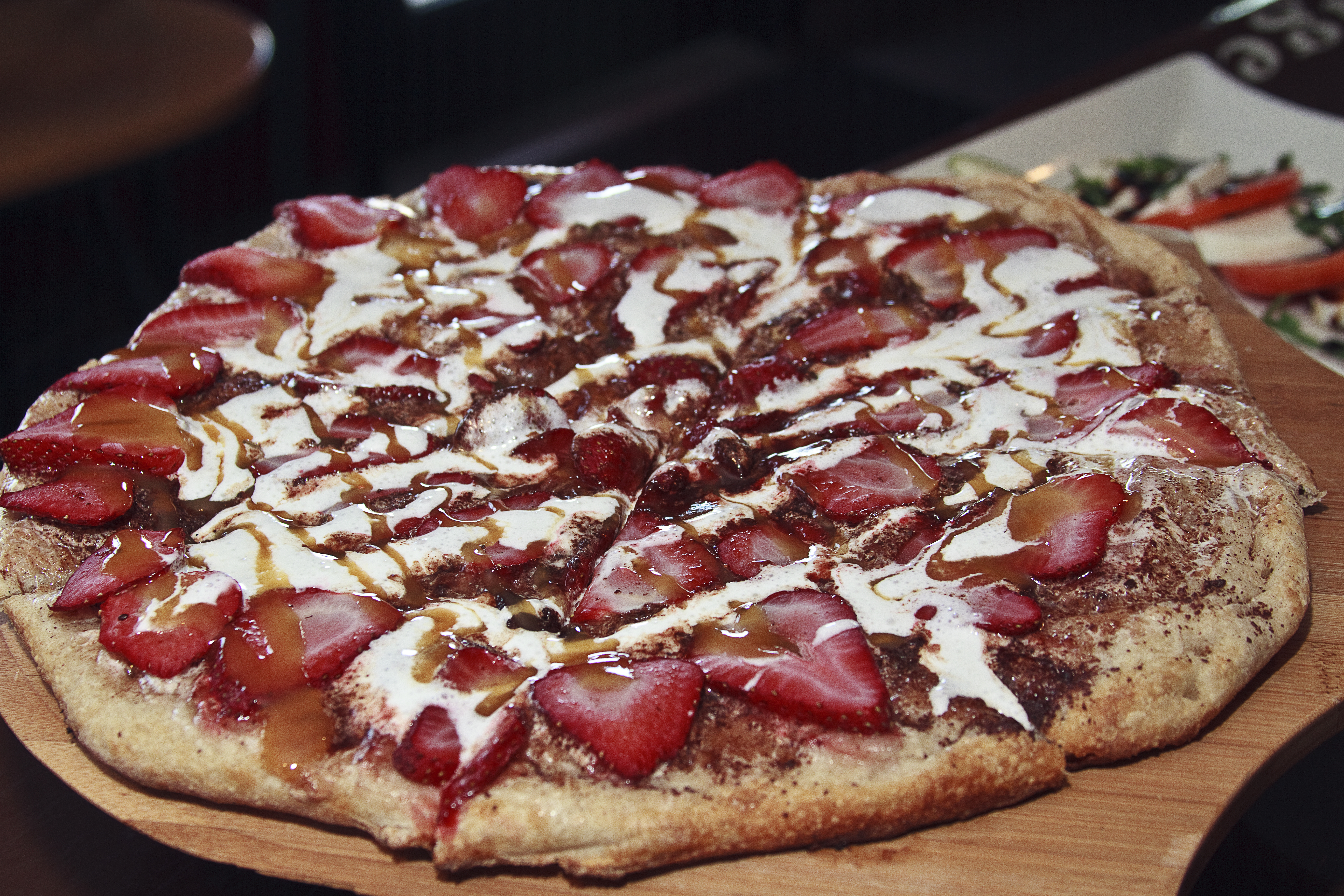
Піца з полуницею
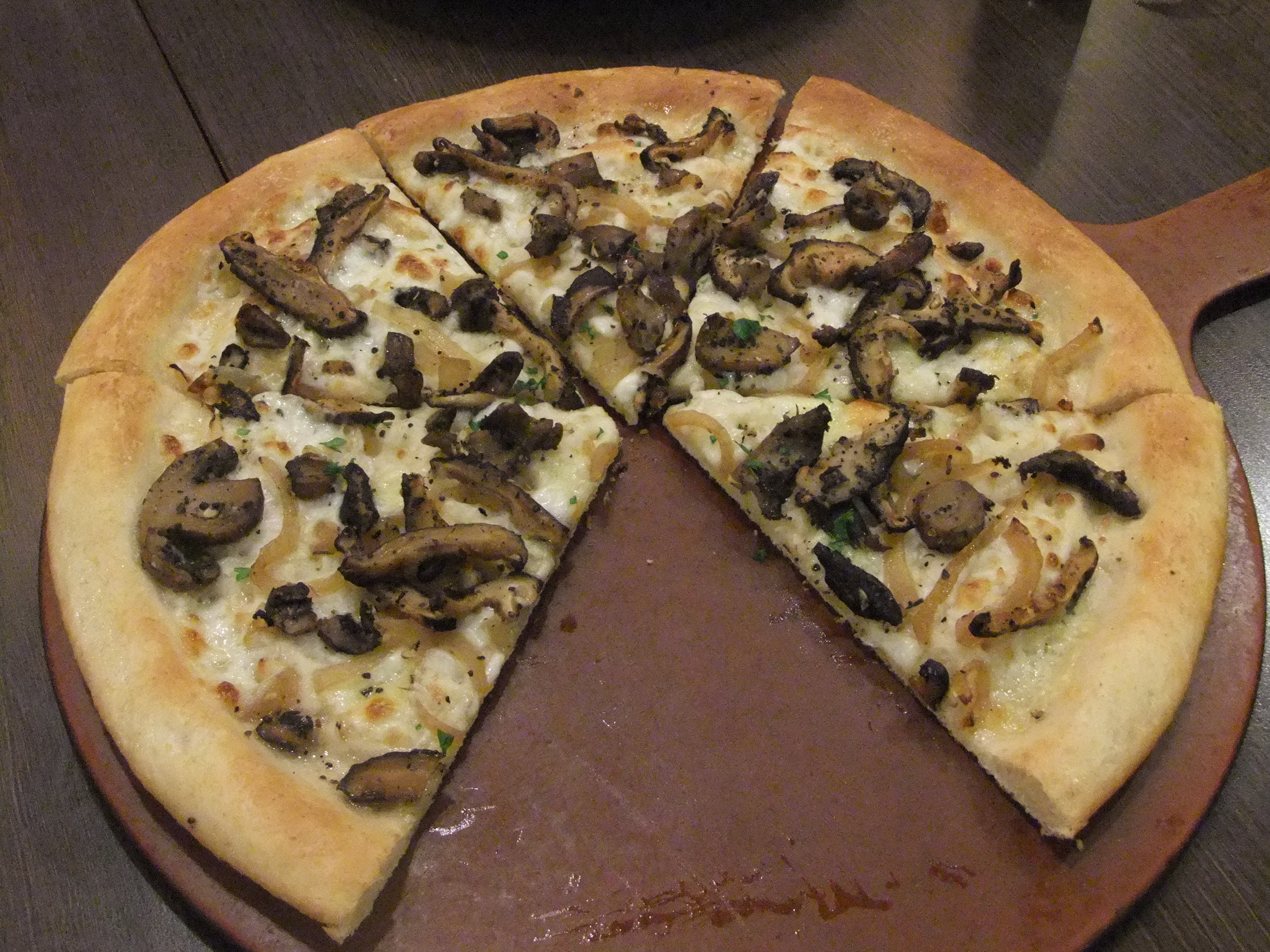
Біла піца із грибами, Балі
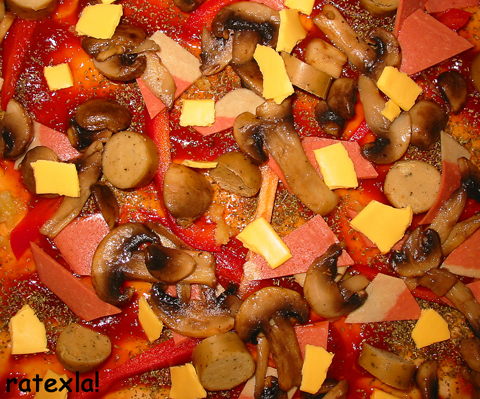
Веганська піца із веганським беконом, сосисками і грибами
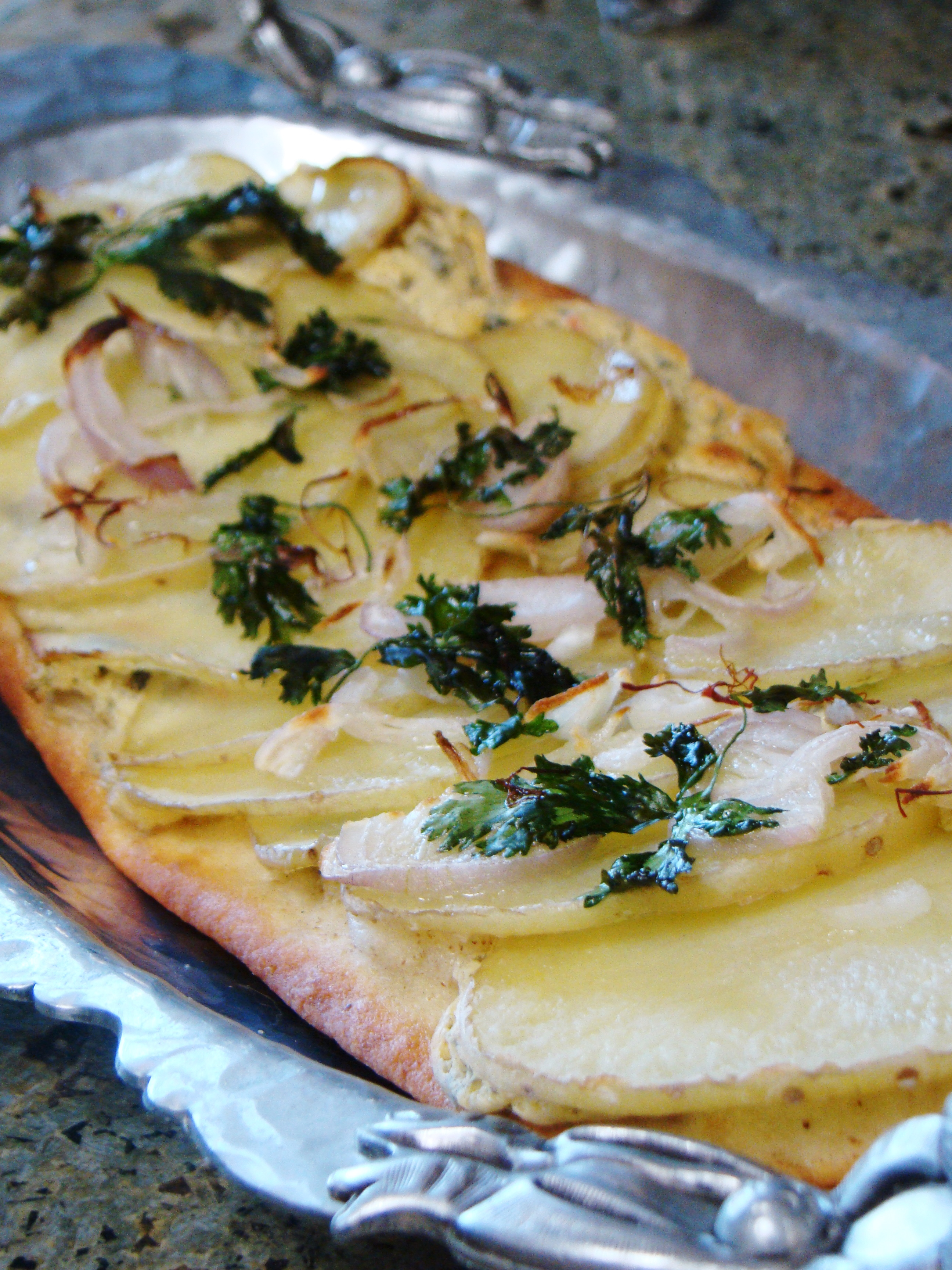
Веганська піца
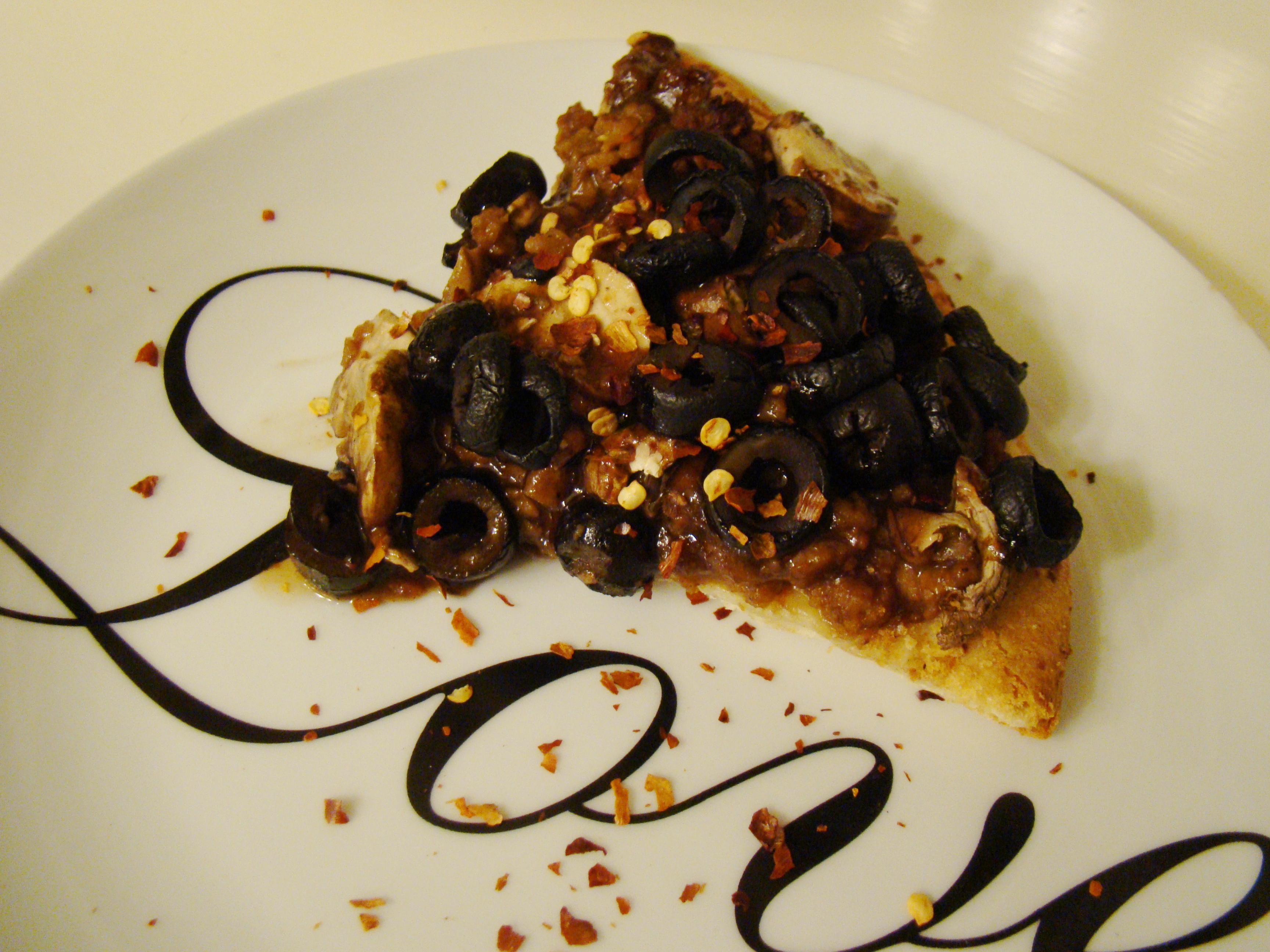
із кацу
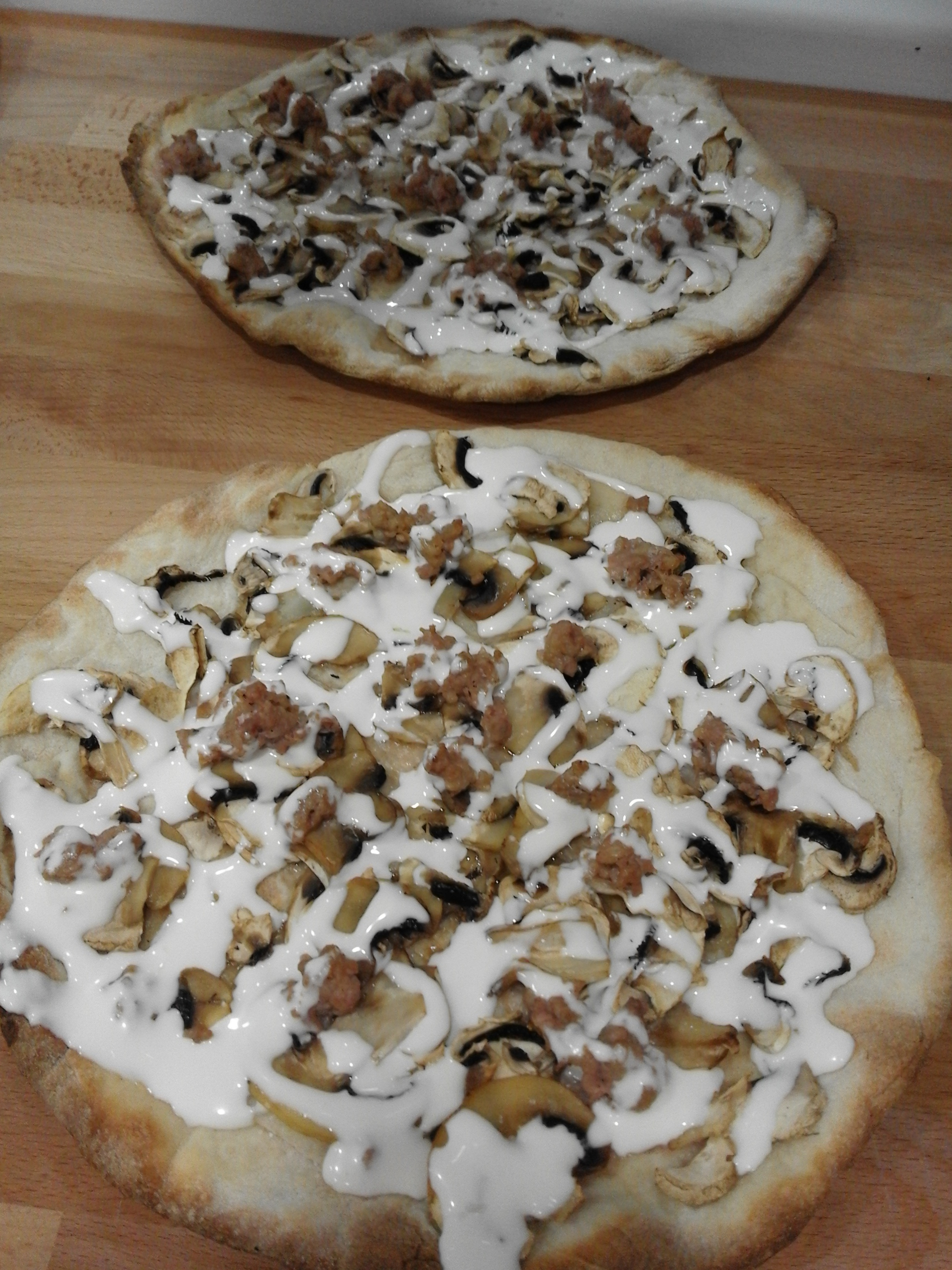
із грибами і сосисками
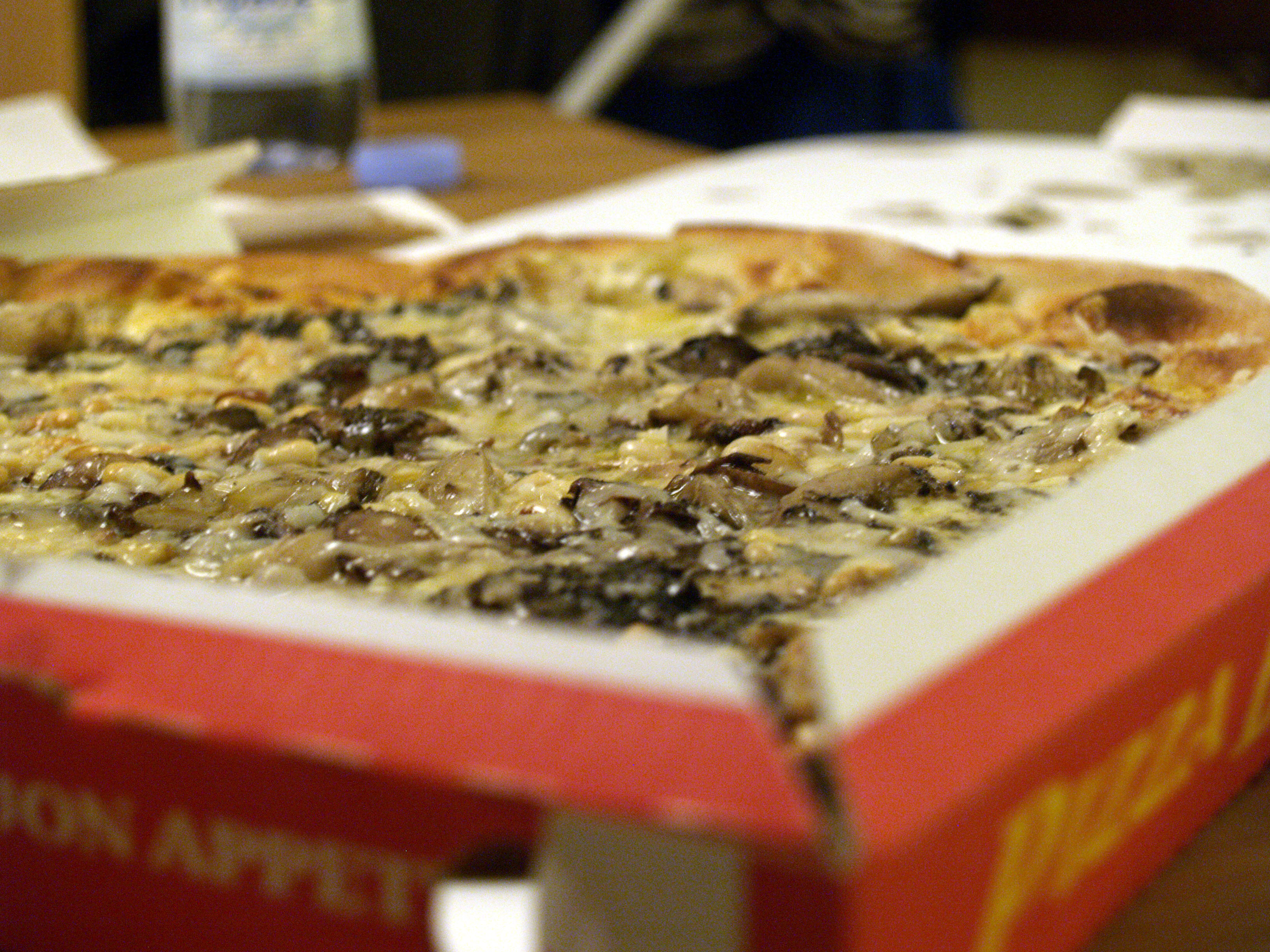
із труфелями
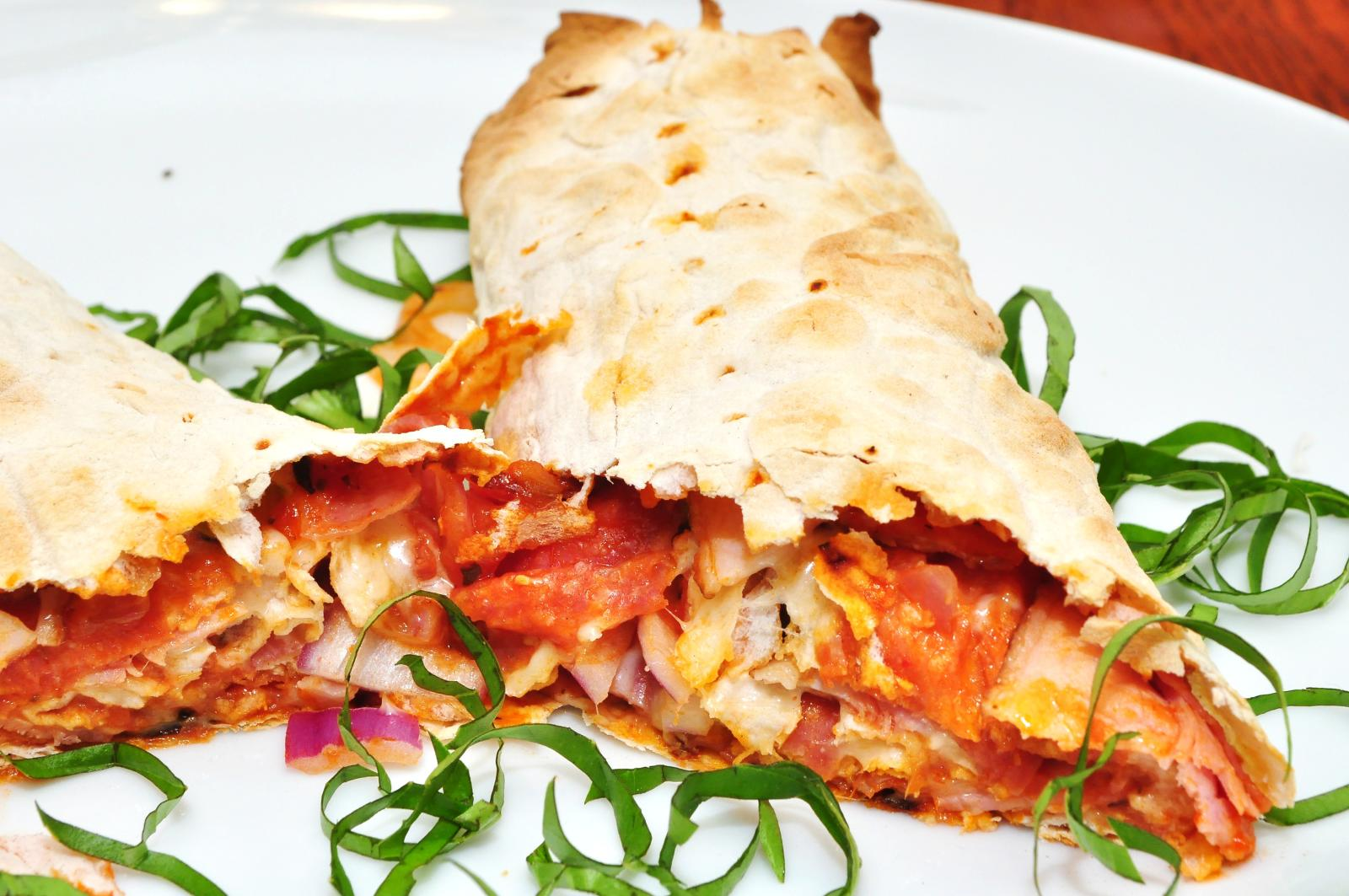
Піца-рол
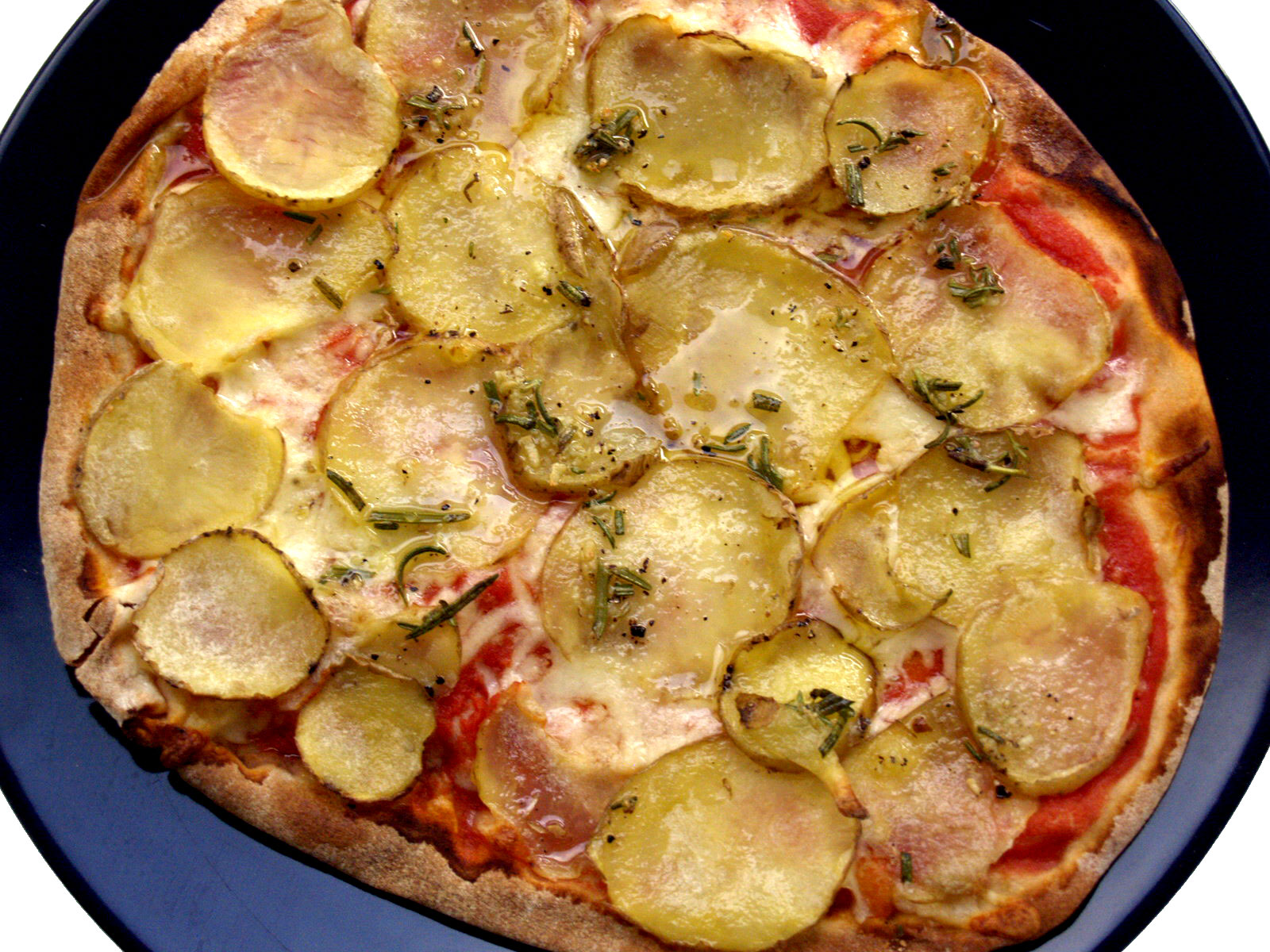
Піца з картоплею (Данія)
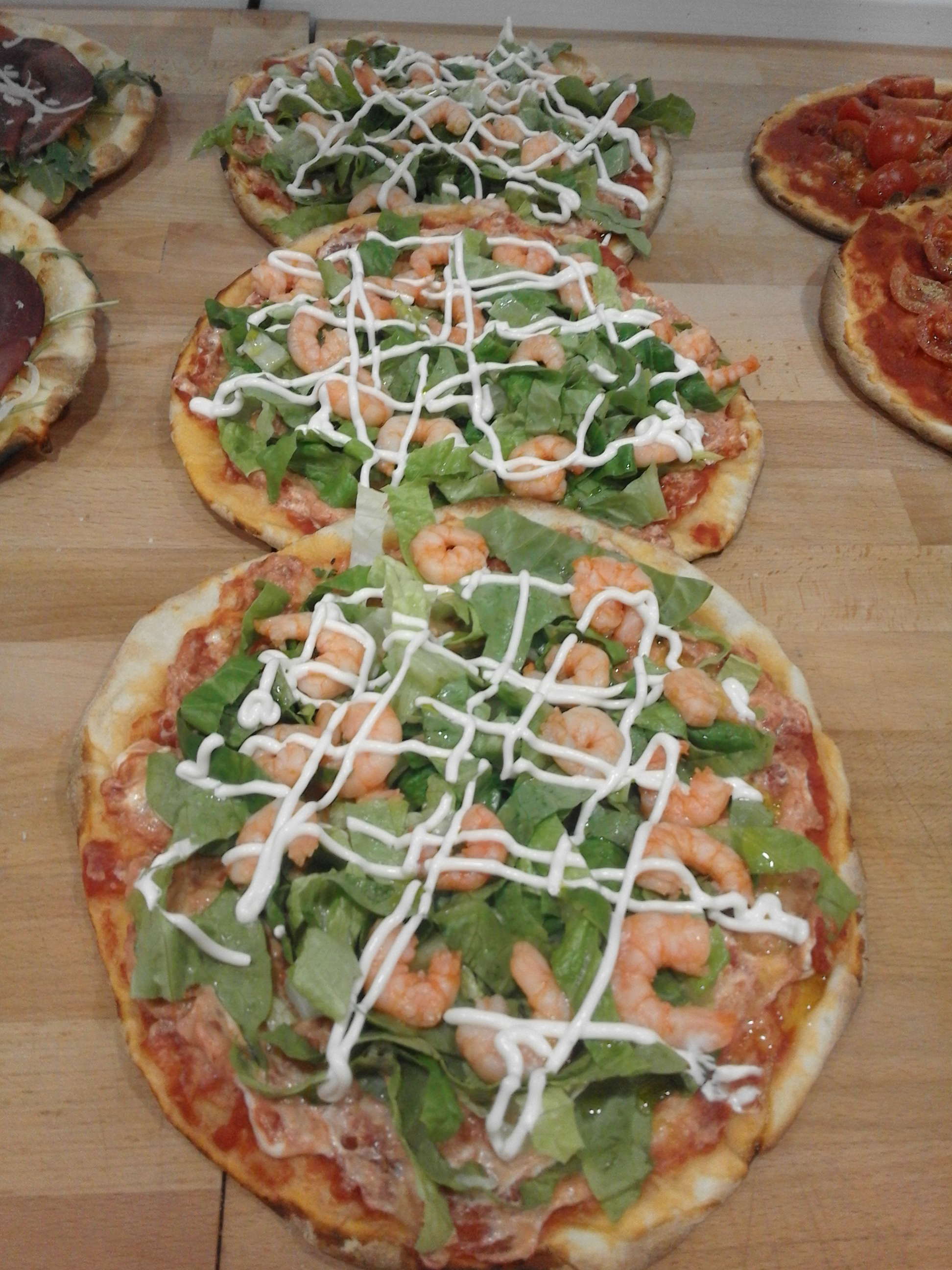
Піца з креветками і салатом
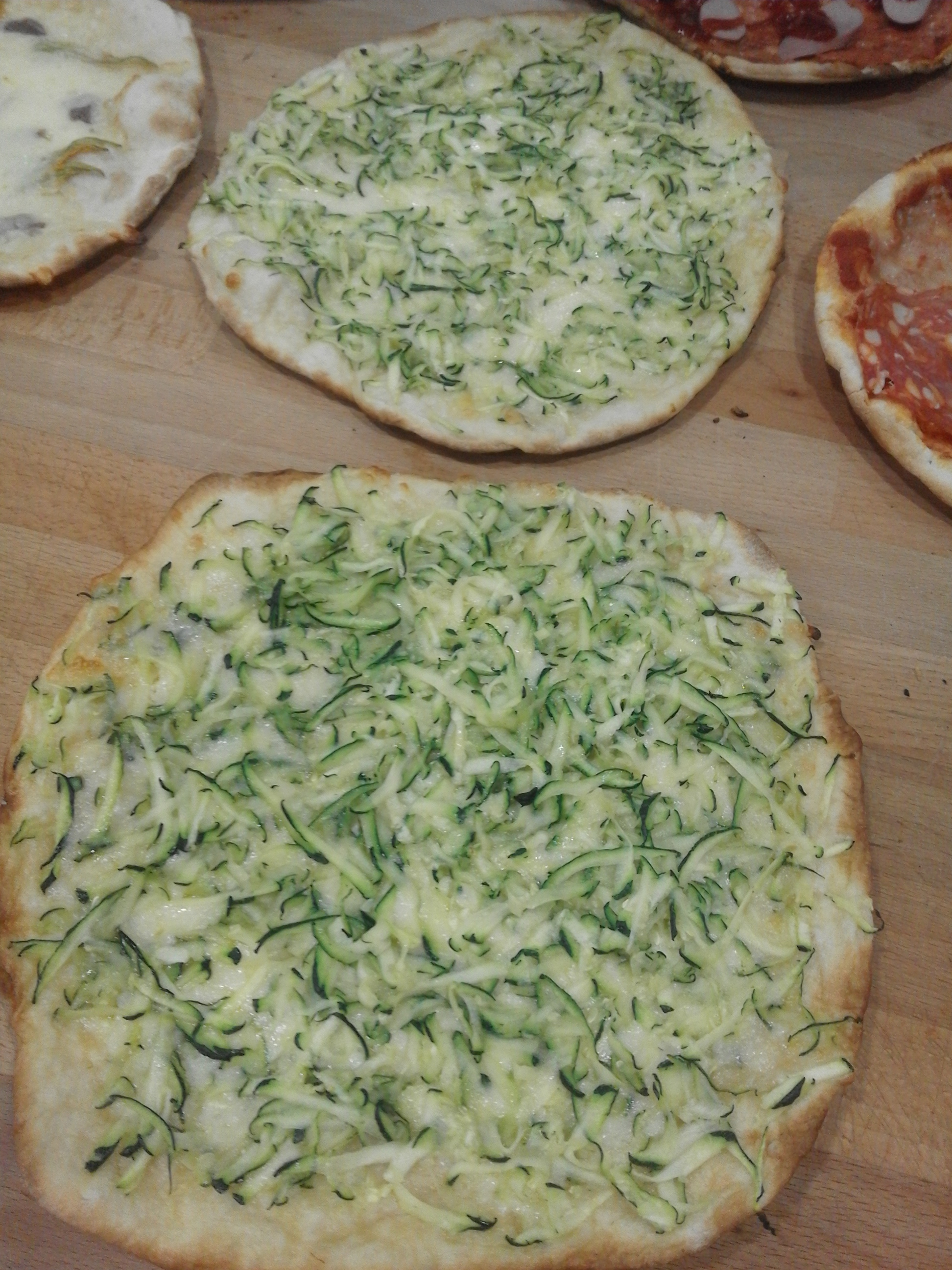
Піца з цукіні (Рим)
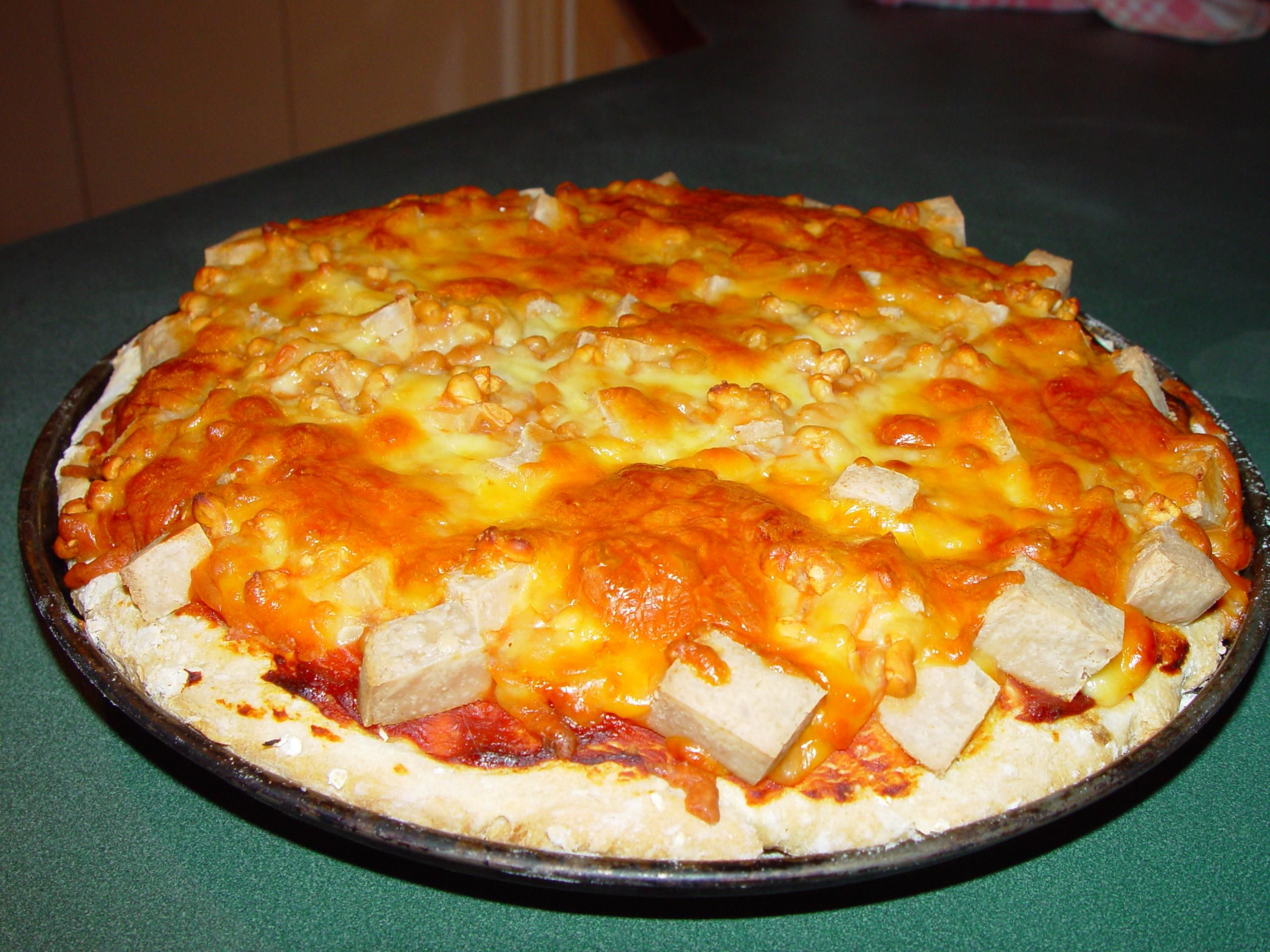
Вегетаріанська із сиром
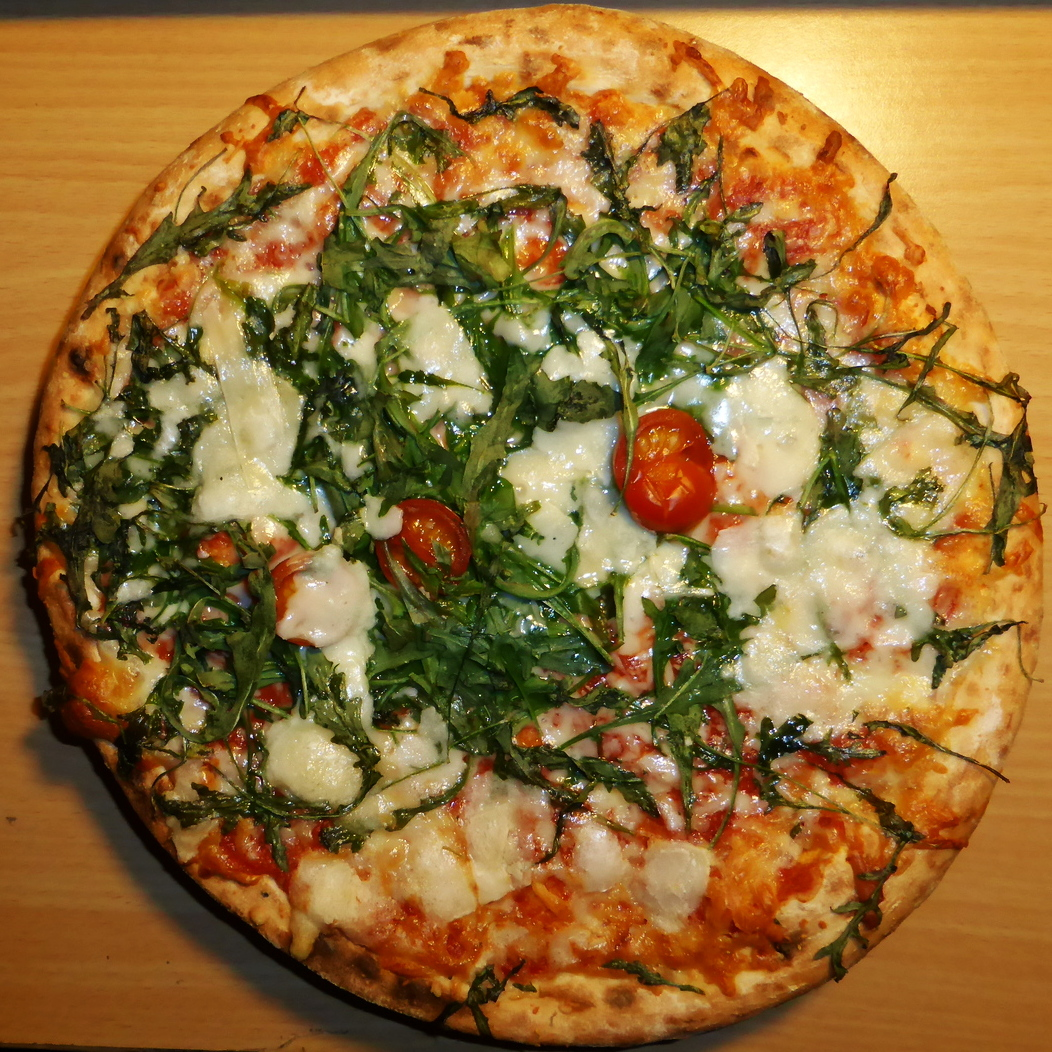
Вегетаріанська із руколою
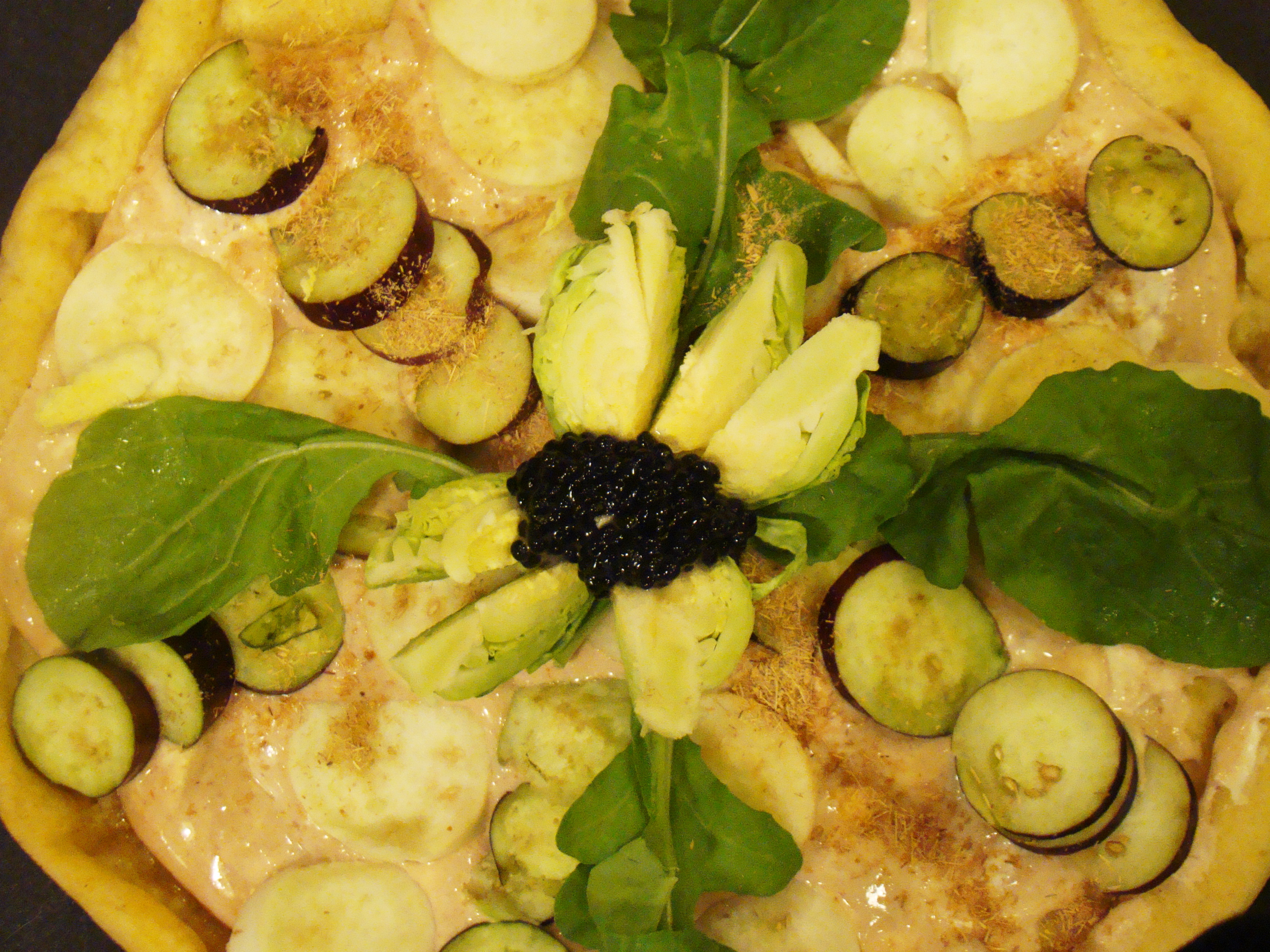
Веганська із імбирем
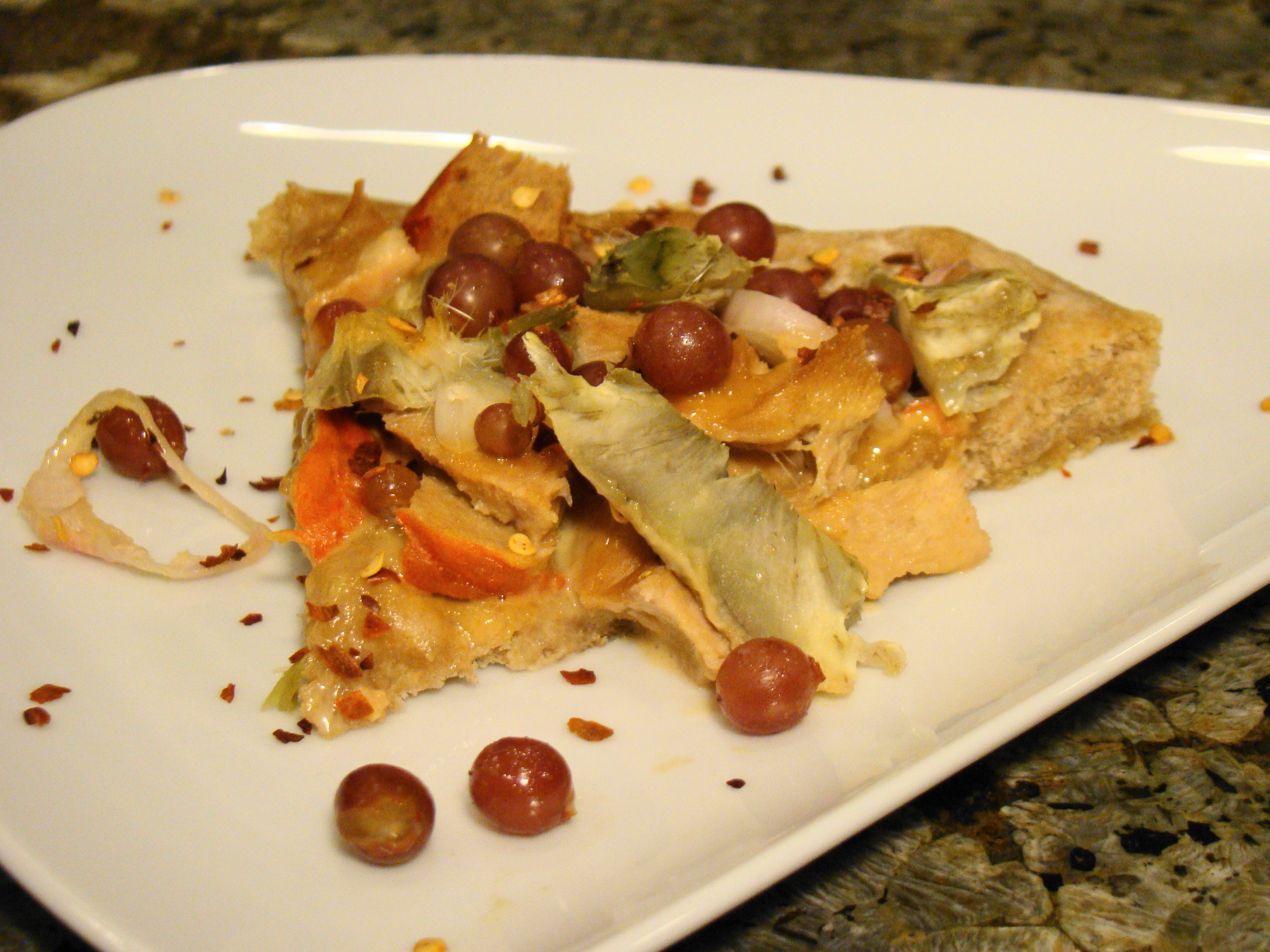
Із веганськими лобстерами
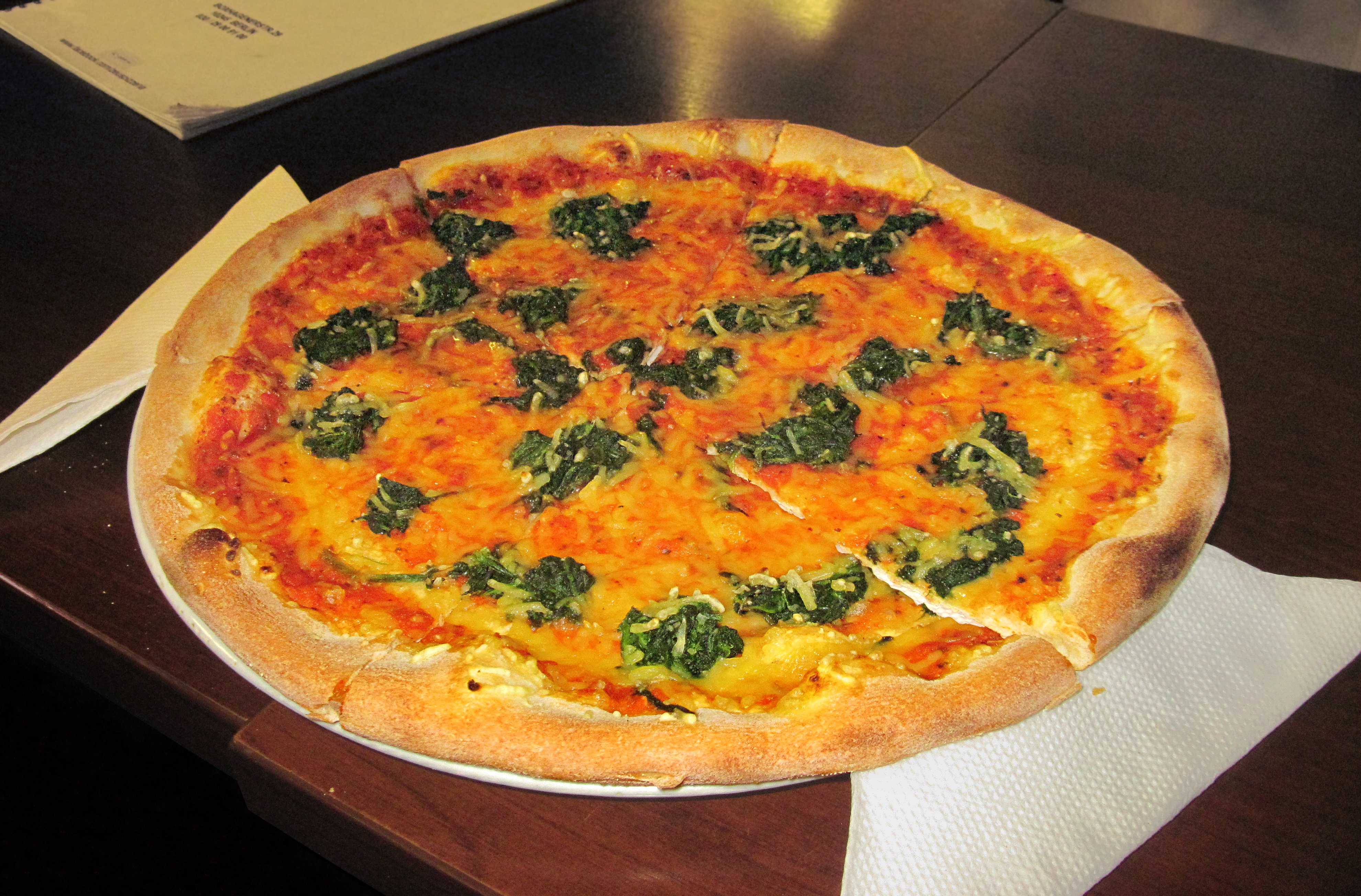
Із шпинатом і веганським аналогом сиру
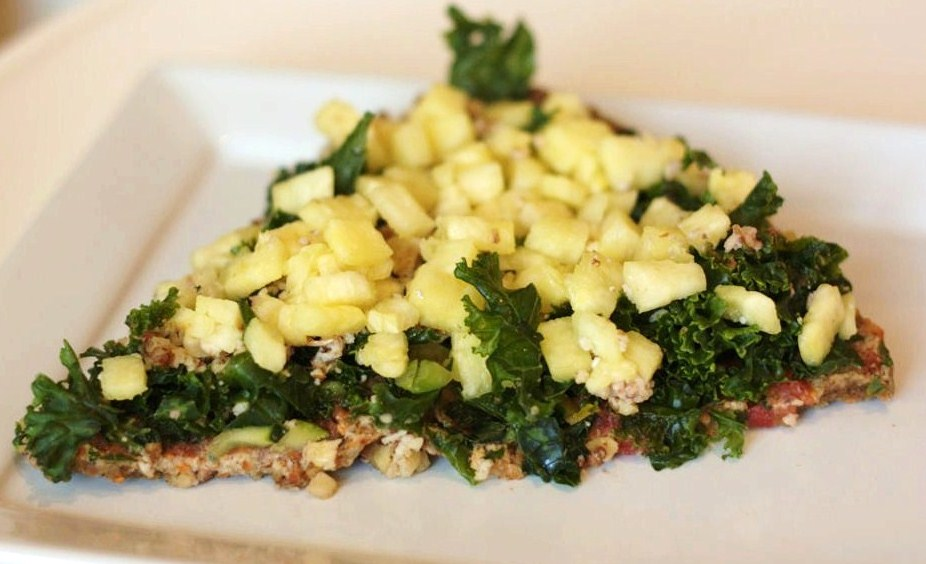
Сироїдська піца
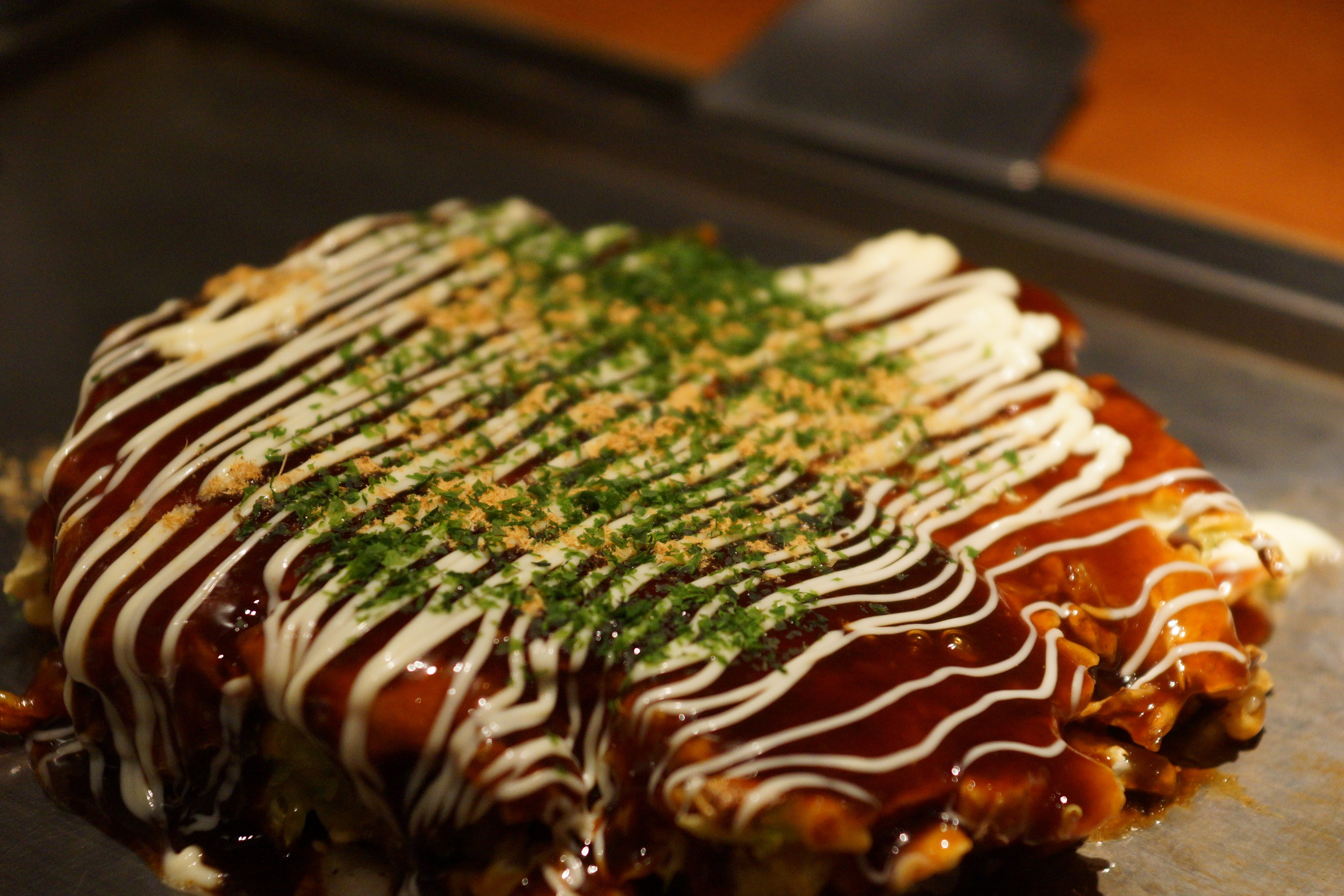
Окономіякі із сиром і креветками
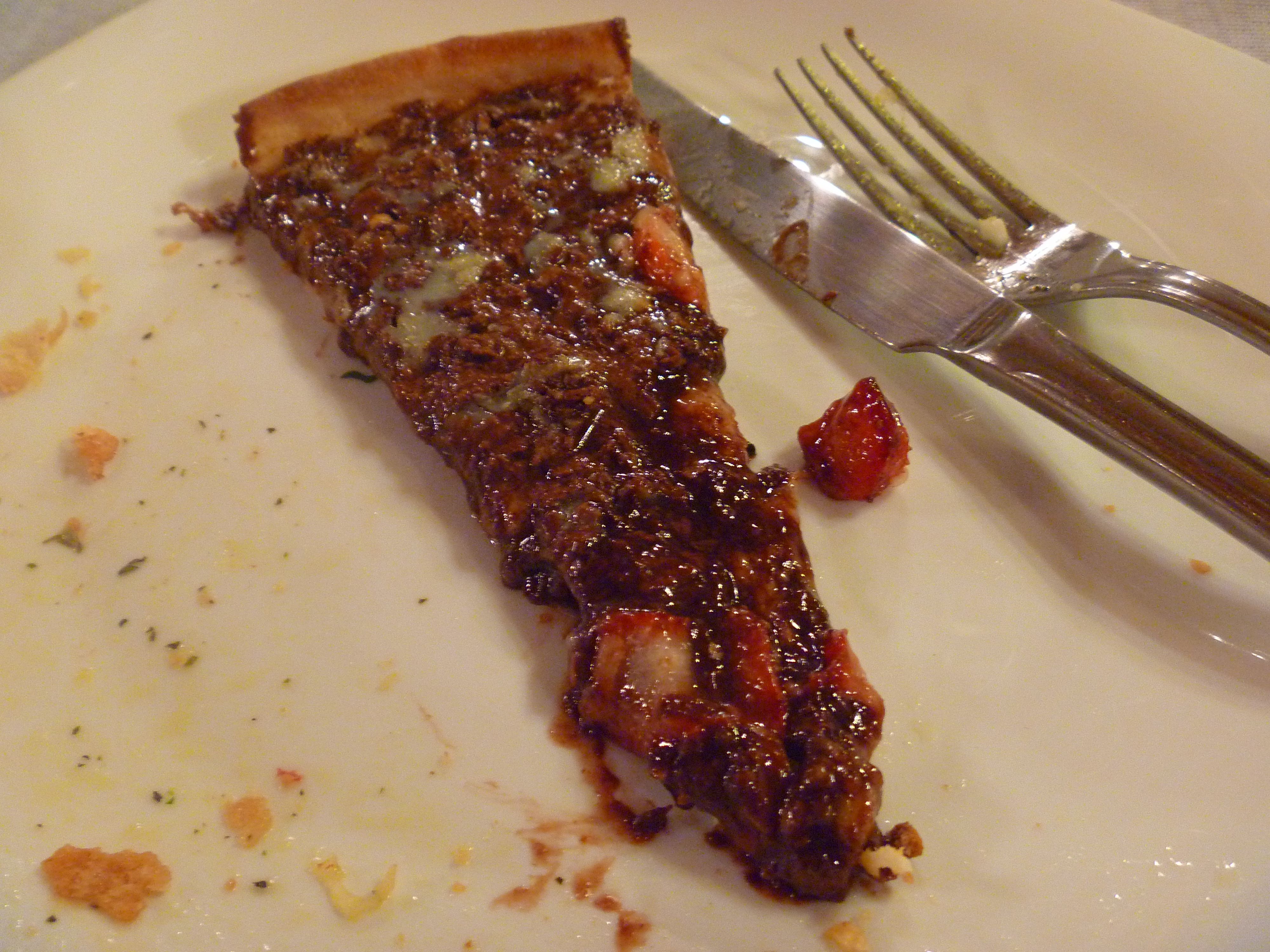
Шоколадна
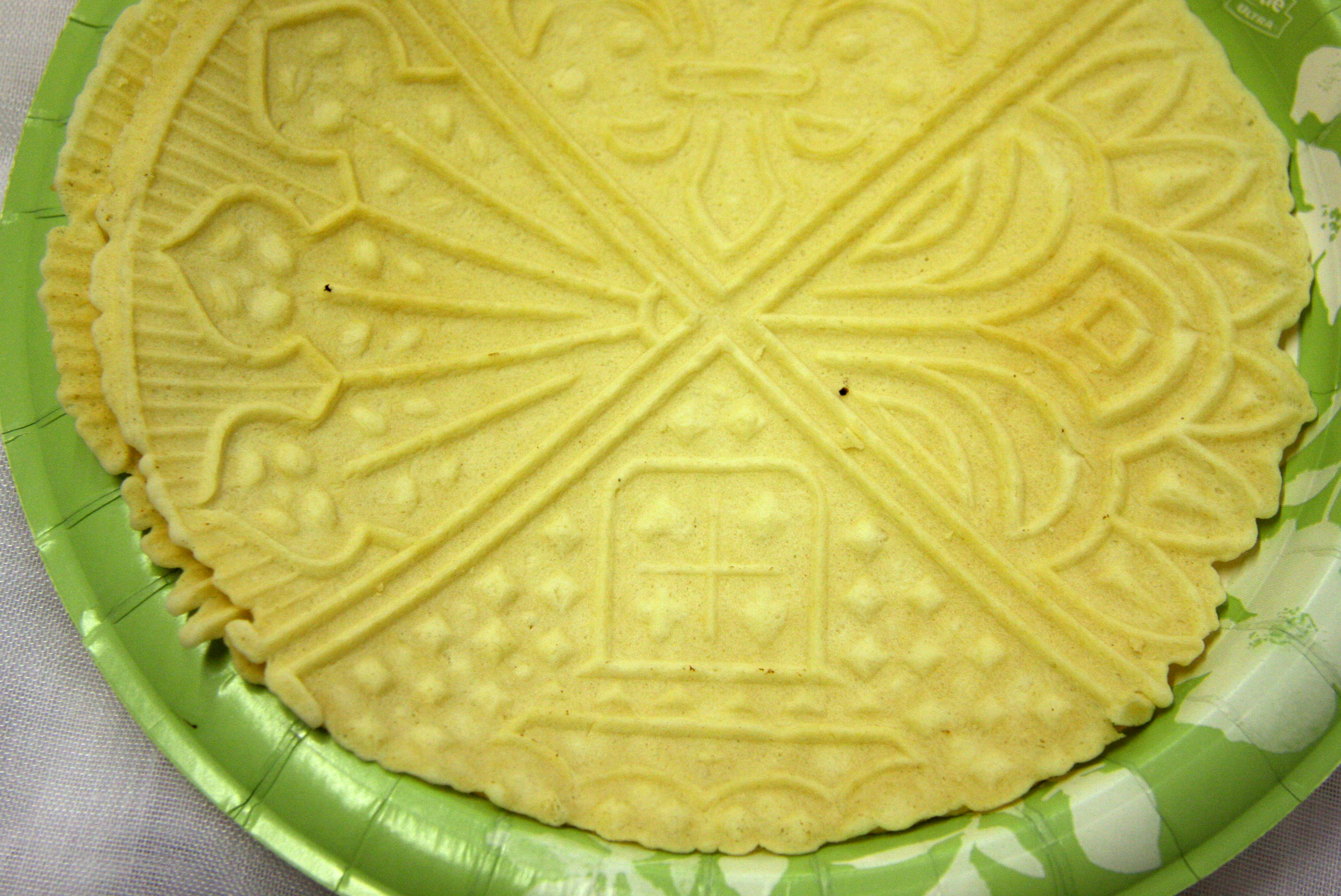
Вафельна піццелле
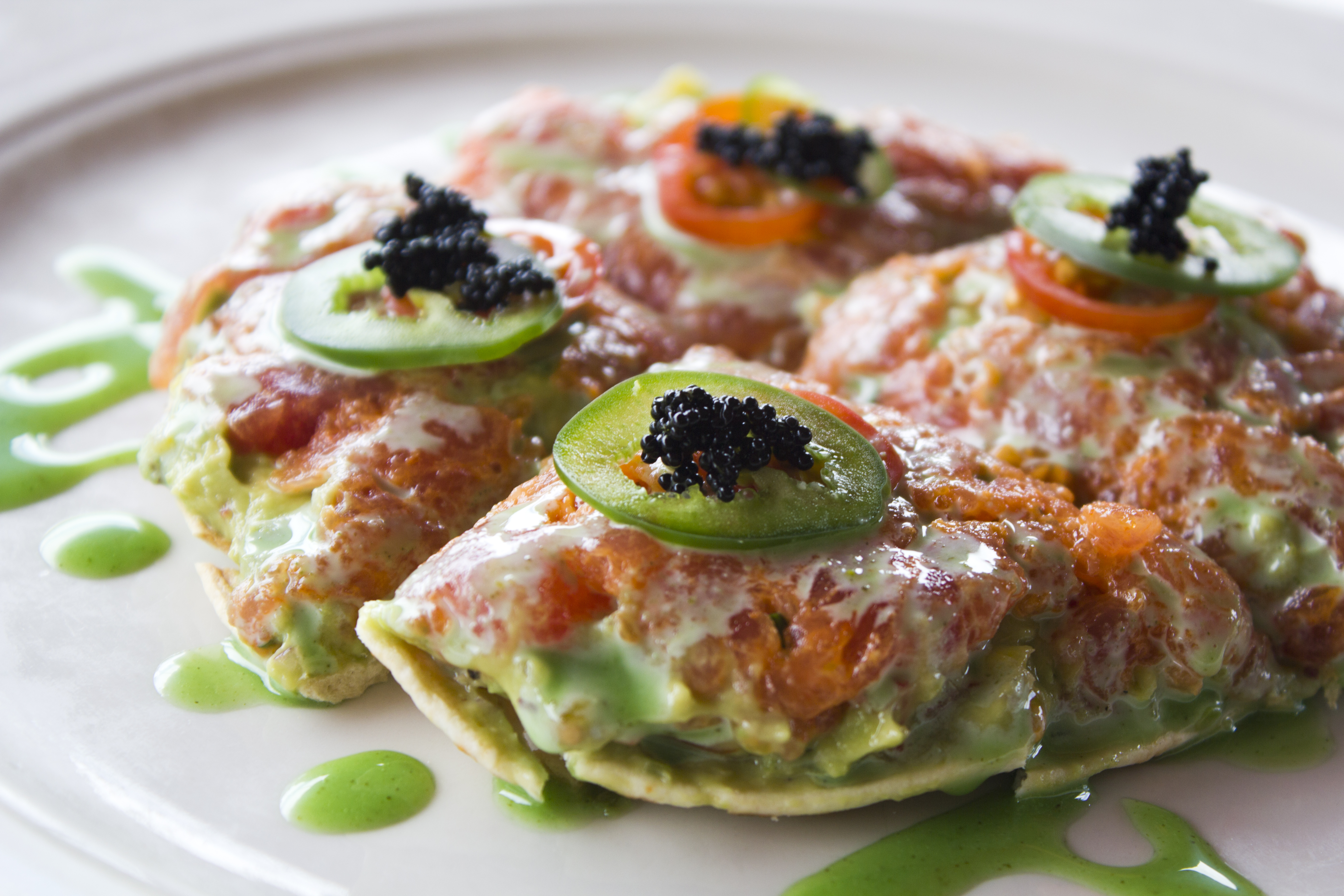
Суші-піца